# Storia di Lucera

## Origini
Le testimonianze archeologiche attestano il popolamento della regione a partire dal Neolitico: nel territorio comunale, nella località di Ripa Tetta, sono stati oggetto di scavo archeologico a partire dal 1982 i resti di un villaggio neolitico datato agli inizi del V millennio a.C.. Nel Museo di archeologia urbana Giuseppe Fiorelli di Lucera si conserva ceramica impressa proveniente da ritrovamenti sporadici nel territorio cittadino, mentre gli scavi susseguitesi nell'area del Monte Albano, dove oggi sorge la fortezza angioina, hanno dimostrato che già dal III millennio a.C. vi era la presenza di insediamenti antropici.
Strabone riferisce che l'eroe greco Diomede sarebbe giunto a Lucera, città dauna decaduta ai tempi del geografo, e vi avrebbe deposto come dono votivo nel tempio di Atena le armi sue e dei suoi compagni e, forse, il Palladio. Secondo il grammatico del II secolo Antonino Liberale, in seguito Diomede avrebbe sposato una figlia del re Lucius Dauno di nome Leuceria, dalla quale avrebbe preso il nome la città.
Nell'Ottocento fu rinvenuto, in un vigneto alle falde del Colle Albano, oggi occupato dalla Fortezza Svevo-angioina, il carrello di Lucera, un gruppo di bronzetti con figure umane ed animali che compongono probabilmente una scena rituale, datato all'VIII secolo a.C. ed appartenente forse in origine ad un corredo funerario. I bronzetti, inizialmente inseriti nella collezione privata del lucerino Onofrio Bonghi, sono in seguito passati quasi tutti presso l'Ashmolean Museum di Oxford.
Nel 1990 nella località “Carmine Vecchio” sono state scavate una ventina di sepolture a grotticella risalenti al V-IV secolo a.C., in una delle quali è stato rinvenuto il corredo di un guerriero: un elmo apulo, un cinturone e due punte di lancia in bronzo.

## Periodo romano

### Età repubblicana

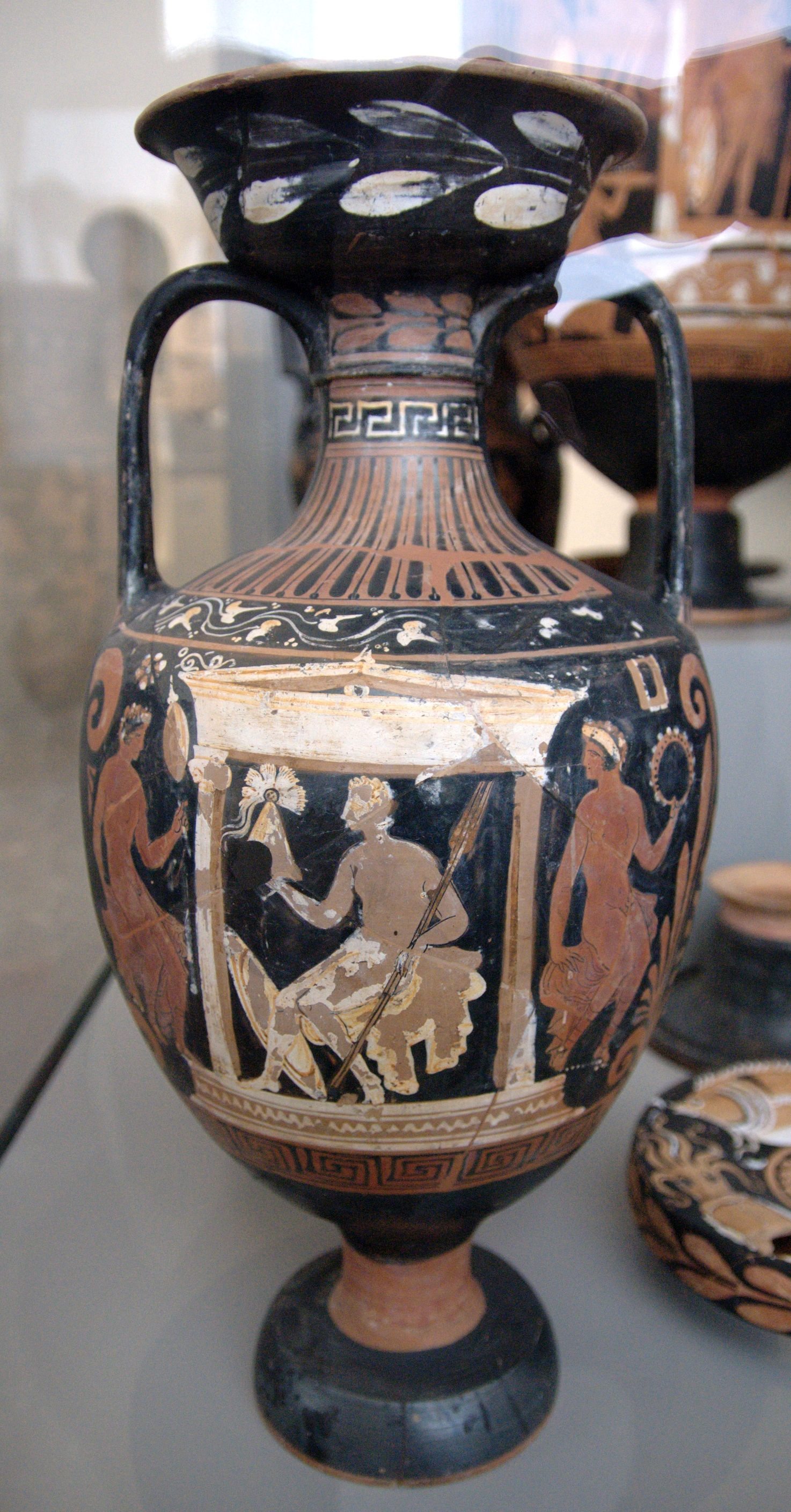
Anfora rinvenuta a Lucera (datata al 340 a.C.), esposta all'Altes Museum di Berlino

Durante la seconda guerra sannitica (326-304 a.C.) l'esercito romano, nel tentativo di prestare soccorso a Luceria assediata dai Sanniti, subì una grave sconfitta nella battaglia delle Forche Caudine (321 a.C.): i Romani dovettero passare sotto il giogo dei Sanniti. Proprio a Luceria, i Sanniti rinchiusero seicento cavalieri romani, lasciati come ostaggio.
In seguito a quel disastro, nel 320 a.C., il console Lucio Papirio Cursore mise sotto assedio la città, dove si trovava un forte contingente di Sanniti: 7.000 guerrieri sotto il comandante Gaio Ponzio. Questi dovettero arrendersi e liberare gli ostaggi, consegnare tutte le armi e salmerie, e passare sotto il giogo dei soldati romani, che così si vendicarono dell'umiliazione subita. Luceria passò sotto il dominio dei Romani e Lucio Papirio Cursore, per questa vittoria, tornato a Roma, ottenne il trionfo.
Dopo pochi anni, nel 315 a.C. Luceria si ribellò a Roma, tornando dalla parte dei Sanniti, ma durò poco: nel 314 a.C. i consoli Petilio e Sulpicio riuscirono ad impadronirsene colla forza; Luceria si trasformò in Colonia di diritto latino e si sviluppò grazie alla favorevole posizione difensiva.
Nel 295 a.C. i Sanniti tentarono un ultimo attacco verso Luceria, ma il console Marco Atilio Regolo riuscì a sconfiggere le truppe nemiche, sancendo in modo definitivo la vittoria romana (294 a.C.).
Nel 265 a.C. Luceria fu messa a capo di una delle 4 province questorie della repubblica.
La città fu fortificata e l'assetto urbano fu completamente trasformato. Cinta di mura ben oltre il nucleo urbano per cinque miglia, fu aperta da quattro porte: 
- a nord la Porta Sacra, verso Tiati (San Paolo di Civitate);
- a nord ovest la Porta Albana, fra il Colle Albano e il Colle Belvedere;
- a sud la Porta Ecana, verso Aecae (Troia);
- a sud est la Porta Arga, verso Arpi.

Con l'avvento dei Romani, a Luceria furono rinnovati anche gli edifici sacri come quello di Minerva, l'Athena Iliàs della Grecia. Sempre più importanza ebbe questo tempio sul Colle Belvedere, già rinomato santuario, venerato da ogni parte dell'Apulia. Numerose sono le testimonianze archeologiche di questo tempio, in primis la stipe votiva del Belvedere: testa di Athena con elmo, busto di Afrodite o Proserpina e teste di altre divinità maschili, conservate presso il museo di archeologia urbana.
Non si ha invece notizia di strade consolari passanti per Luceria; secondo alcuni studiosi è però possibile (ma non del tutto sicuro) che la città fosse raggiunta dalla Via Aemilia, una diramazione della Via Appia proveniente da Forum Aemilii, in valle Ufita.. Senza dubbio importante fu invece la transumanza; le lane e le gregge di Luceria infatti erano rinomate in tutto l'impero.
A fianco di Roma nella guerra contro Pirro, re dell'Epiro (280-275 a.C.), Luceria fronteggiò anche Annibale nella seconda guerra punica (218-201 a.C.). Nel 217 a.C., dopo la vittoria nella battaglia del lago Trasimeno, «presso Geronio, a cinque leghe a nord di Lucera... Annibale si teneva pronto a difendere il campo e i distaccamenti sparsi nelle campagne». Nonostante la schiacciante vittoria di Annibale sui romani nella Battaglia di Canne (216 a.C.), Luceria rimase fedele a Roma, impegnandosi con altre 18 colonie a sostenerne lo sforzo bellico. E proprio da Luceria partì, nel 215 a.C., la spedizione (condotta con successo dal pretore Marco Valerio Levino) volta alla conquista di Vescellium e di due altri oppida irpini filo-cartaginesi.
Tra il 91 e l'88 a.C., Luceria difese gli interessi di Roma nella guerra marsica e nel 90 a.C., in virtù della lex iulia de civitate, ebbe dall'Urbe la piena cittadinanza con lo status di municipium, e fu ascritta alla tribù Claudia.
Durante la guerra civile del 49 a.C., prima che Giulio Cesare presidiasse la città con una propria guarnigione, Luceria fu quartier generale delle truppe di Gneo Pompeo Magno, che vi risiedette per due settimane.

### Età imperiale
Con l'uccisione di Giulio Cesare (44 a.C.) e l'avvento di Augusto e della dinastia giulio-claudia (27 a.C. - 68 d.C.), Luceria entrò nel periodo di maggior splendore. Rappresenta infatti uno dei centri più importanti della regio II Apulia et Calabria assieme a Brindisi, Canosa e Taranto.

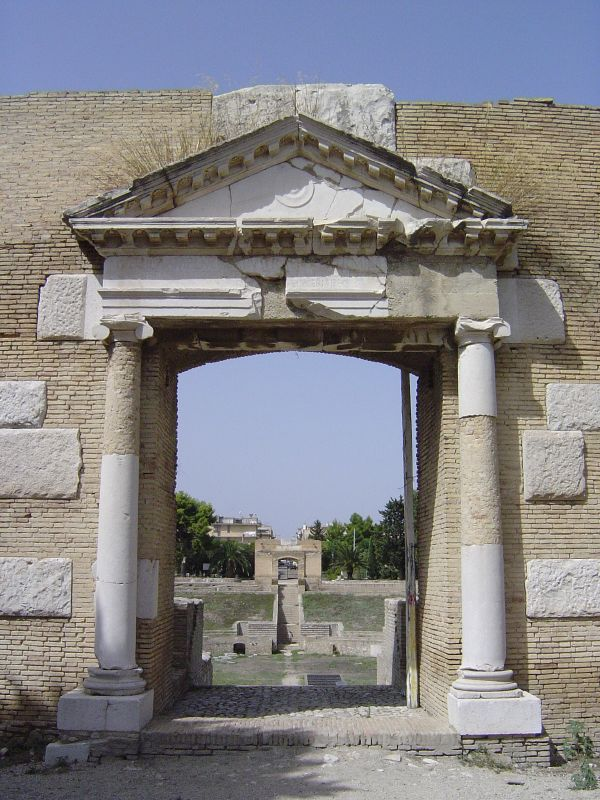
Portale Anfiteatro Romano

Nel 31 a.C., dopo la vittoria di Azio, Luceria rientra tra le 28 colonie italiche dedotte da Augusto, di cui si parla nel suo testamento politico, le Res gestae divi Augusti: «L'Italia poi possiede, fondate per mia volontà, ventotto colonie, che durante la mia vita furono assai prosperose e popolose». Fu una delle prime città a tributare un culto all'imperatore come attesta un'iscrizione dedicatoria di un tempio, considerata una delle primissime testimonianze del culto ad Apollo ipostasi di Augusto. In questo periodo l'assetto urbano della città è completamente rinnovato, con l'edificazione di vari monumenti pubblici (anfiteatro, teatro, templi, ecc.).

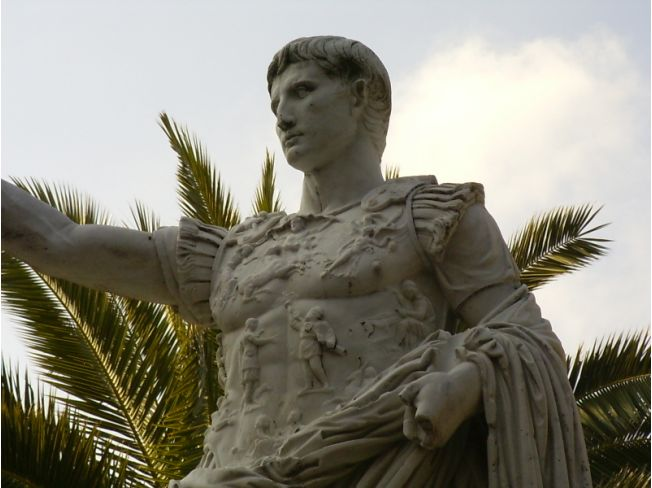
Copia marmorea dell'Augusto di Prima Porta (donata alla città nel 1942)

Tra il 27 a.C. e il 14 d.C., il magistrato lucerino Marco Vecilio Campo, fece costruire a sue spese, in onore di Augusto, il grande anfiteatro nella parte est della città, dove si tenevano i ludi gladiatorii, le venationes e i combattimenti tra fiere.
In epoca imperiale Lucera registra la fondazione di una delle prime comunità cristiane, formatasi probabilmente tra III e IV sec. d.C., e organizzatasi in diocesi in età costantiniana. La tradizione agiografica attribuisce a Lucera quattro vescovi di dubbia storicità: Basso, Pardo, Giovanni e Marco, che avrebbero governato la diocesi di Lucera in un periodo compreso fra il I e il IV secolo. La storiografia locale vuole che la prima comunità sia nata per volontà dell'apostolo Pietro: si tratta della "tradizione petrina", non anteriore al VII secolo, che attribuisce a san Pietro, nel suo viaggio verso Roma, la fondazione di diverse comunità cristiane pugliesi, tra cui quella di Lucera. Qui, di passaggio per la città, avrebbe battezzato i neofiti nelle acque del torrente Vulgano, creando vescovo Basso, che avrebbe subito il martirio sotto l'imperatore Traiano assieme ai vescovi di Sipontum e di Ecana. In seguito, dopo la distruzione della città nel 663 d.C., il suo corpo sarebbe stato trafugato e portato a Termoli, dove è venerato come santo patrono. Non è tuttavia accertata storicamente né la figura di questo santo né il suo episcopato a Lucera, e in nessun martirologio è registrato un vescovo lucerino di nome Basso, martire sotto Traiano. È probabile che vi sia stato confuso con san Basso, venerato a Nizza, a sua volta scambiato per san Basso, martire di Nicea in Bitinia.
La tradizione locale vorrebbe che a ricordo dell'Apostolo e della sua opera, nei pressi del torrente Vulgano, sia stata edificata una cappella intitolata "San Pietro in Bagno". Dopo oltre un secolo dalla morte di Basso, gli sarebbe succeduto Pardo, vescovo greco del Peloponneso che, scacciato dalla sua diocesi, si sarebbe rifugiato a Roma per poi essere inviato a Lucera, tra il 251 e il 253, da papa Cornelio. Al contrario di Basso, per il quale non ci è pervenuto alcun racconto agiografico, neppure della sua presunta traslazione da Lucera a Termoli, quel che sappiamo di Pardo ci è noto da due vite: l'anonima "Vita brevior" (X sec. circa) e la "Vita prolixior" del levita larinese Radoyno (X-XI sec. circa). In esse però non viene mai indicato come vescovo di Lucera. Le due "Vite" gli attribuiscono l'edificazione di due chiese di grandi dimensioni nei pressi della città: gli storici locali, basandosi su mere congetture, pretendono di riconoscere l'una nell'antica chiesa dedicata a S. Giacomo Magg. Ap. o ai Santi apostoli Filippo e Giacomo Magg. (per alcuni in zona San Giacomo); l'altra nell'antica chiesa di Santa Maria della Spiga, edificata probabilmente sui resti di un tempio romano, a nord del centro storico. Rimasto per molti anni a far vita eremitica in una celletta, ivi si sarebbe spento il 17 ottobre del 265 d.C., un anno che vari autori hanno ritenuto storicamente attendibile, ma che sembra frutto di ipotesi del vescovo Tria. In seguito, in risposta al trafugamento da parte dei lesinesi dei corpi dei martiri Primiano e Firmiano i larinesi si sarebbero spinti nei pressi di Lucera per sottrarre il corpo di Pardo e traslarlo a Larino, dove è venerato come patrono. 
Sono creduti successori di Pardo, il beato Giovanni I (280-302) e san Marco I (302-328). Il beato Giovanni, ricordato nell'anonima vita di S. Marco di Eca (XII sec. circa), potrebbe essere l'unico tra i primi quattro presunti vescovi lucerini «più o meno storicamente attendibile»., mentre San Marco è senz'altro da ritenere vescovo di Aeca negli anni a cavallo tra III e IV secolo. Nella sua vita, si narra che fu consacrato sacerdote dal vescovo di Lucera, Giovanni, e che alla sua morte fu chiamato a succedergli. Il culto di Marco si diffuse poi anche a Lucera e a Bovino, dove tuttora è sepolto e venerato come patrono della città e dell'arcidiocesi di Foggia-Bovino.
Nel IV secolo Costantino I concede a Luceria l'appellativo di Civitas Constantiniana. A tal riguardo, in una tabula, rinvenuta nei pressi di Larino, vi è riportato, in estratto, il decreto del decurionato di Lucera, riunito dai magistrati giusdicenti Aur(elius) Iulianus e Iunius Longinus, e risulta per la prima volta cooptato un patrono della comunità di Luceria il 23 o 24 maggio del 327 d.C., un certo [Vettius] Actus.

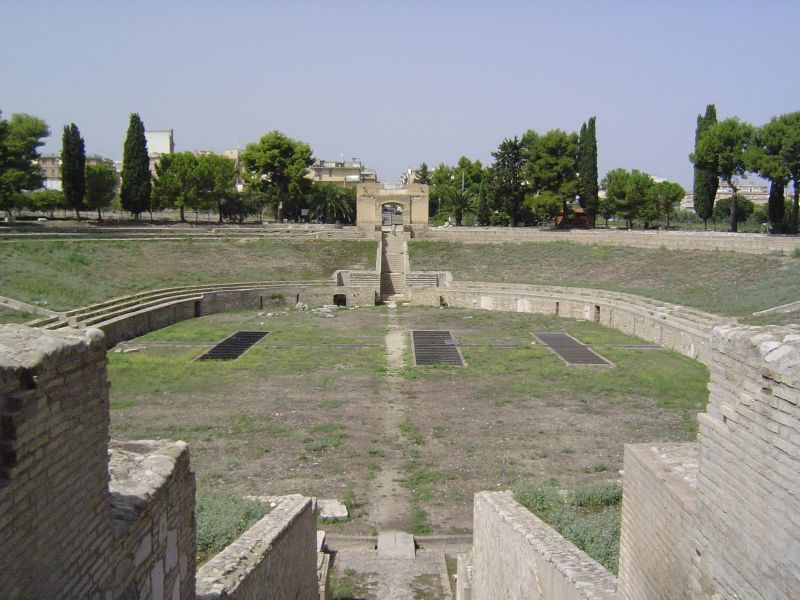
Anfiteatro romano di Lucera

Tra il 28 marzo del 364 e il 24 agosto del 367, in onore di Valentiniano I e di Valente, è documentata l'edificazione, da parte di un corrector Apuliae et Calabriae, di un secretarium e di un tribunal, probabilmente all’interno della basilica del Foro cittadino, che qualche autore ritiene possa trattarsi di un rifacimento o un ampliamento di strutture preesistenti. Ciò fa evincere che Luceria ha assunto un ruolo centrale nell'amministrazione della giustizia nella provincia di Apulia et Calabria. Il 23 settembre del 365, Valentiniano consegna a Lucera la costituzione relativa ai pascoli e all’allevamento della res privata e al problema dell’affitto dei pascoli, oggetto di scontri tra i conductores delle greggi imperiali e le curie cittadine.
Del V secolo sono i ritrovamenti del nucleo paleocristiano nell'attuale Borgo San Giusto nell'agro di Lucera e dalla fine dello stesso secolo si ha la documentazione certa della sede vescovile della città: un anonimo vescovo è infatti menzionato in due lettere di papa Gelasio I, scritte tra la fine del 493 e l'agosto del 495. Invece il primo nome di un vescovo storicamente attestato risale alla metà del VI secolo; si tratta di Anastasio, menzionato in una lettera di papa Pelagio I nel 559.

## L'alto Medioevo
A seguito della vittoria bizantina sui Goti (553), Giustiniano pone Luceria a capoluogo di provincia della provincia di Apulia et Calabria in luogo di Canosa.
Agli inizi del VII secolo, sotto il duca Arechi I, i Longobardi avanzarono in Apulia verso l'area di Luceria e si insediarono nelle zone più periferiche della città, sul Monte Albano, dove sorgeva l'acropoli romana, e nei pressi dell'anfiteatro nella parte est.
Il ducato fu presto costituito, ma nel 663, Luceria fu presa dal bizantino Costante II. L'assetto romano scomparve quasi completamente e la tradizione vuole che il vescovo spostò la residenza a Lesina. Successivamente la vecchia chiesa fu saccheggiata e i corpi dei santi vescovi furono trafugati: san Basso giunse a Termoli mentre san Pardo trovò sacra dimora in Larino.
Nel 743, sulle rovine della città, nuovamente longobarda, arrivo il vescovo Marco II. Il patriarca partecipò al Concilio di Roma del 22 marzo 744, chiedendo a papa Zaccaria aiuti e preghiere per il popolo lucerino. La tradizione vuole che, al suo ritorno a Luceria, porti con sé i monaci Benedettini e una statua della Vergine Maria. La chiesa dei santi Giacomo e Barnaba, semi distrutta, fu restaurata e in un altare fu collocata la statua della Vergine, che da quel giorno venne invocata come protettrice della città e dell'intera diocesi che, come l'antica chiesa, fu intitolata a Santa Maria.
Con il ritorno dei Longobardi, La città venne nuovamente fortificata e le mura furono ristrette, tenendo fuori sia l'acropoli di Colle Albano e sia i resti dell'Anfiteatro romano. Da cinque miglia, il perimetro si riduce a un miglio e mezzo, con l'apertura di cinque porte: 
- a nord est la Porta San Severo, che sostituì l'antica Porta Sacra;
- ad est la Porta San Jacobi, nuova entrata nel casale di San Giacomo;
- a sud est la Porta Foggia, che sostituì l'antica Porta Arga;
- a sud la Porta Troja, ricostruita sui resti dell'antica Porta Ecana;
- a nord ovest la Porta Albana, fra il Colle Albano e il Colle Belvedere.

Nell'802, il figlio di Carlo Magno, Pipino il Gobbo, occupò Luceria, ma la città fu ben presto nuovamente assediata dai longobardi e dal duca di Benevento Grimoaldo, che mantennero la giurisdizione della città fino al ritorno del dominio bizantino nel 982.
Una tradizione agiografica vuole che il 26 maggio 842 gli abitanti di Larino, per vendicarsi del trafugamento delle reliquie di San Primiano e Firmiano custodite nella cittadina molisana, si recarono a Lucera e a loro volta presero possesso dei resti di San Pardo (ancora oggi custoditi presso la Cattedrale di Larino).
Nonostante la città non vivesse più i fasti dell'epoca romana vide comunque avvicendarsi le soste di re e imperatori tra cui Ludovico II nell'866 e Ottone II nel 981. 
Con l'avanzamento dei Saraceni, numerose furono le guerre che Luceria intraprese, fino a quando nel 1060 circa, la città fu conquistata dai Normanni, al fianco dei quali alcuni lucerini parteciparono anche alle Crociate in Terra Santa. Tra i primi feudatari della città si annovera un Roberto il cui figlio Enrico fu anche Conte di Monte Sant'Angelo fino al 1103. Dagli Annali di Romualdo Salernitano apprendiamo anche che Lucera passò sotto il dominio di un figlio di Ruggero d'Altavilla, Ruggero Borsa, durante le lotte intestine tra i conti normanni.
Il dominio normanno cessò intorno al 1200, quando a esso subentrarono gli Svevi.

## Periodo svevo

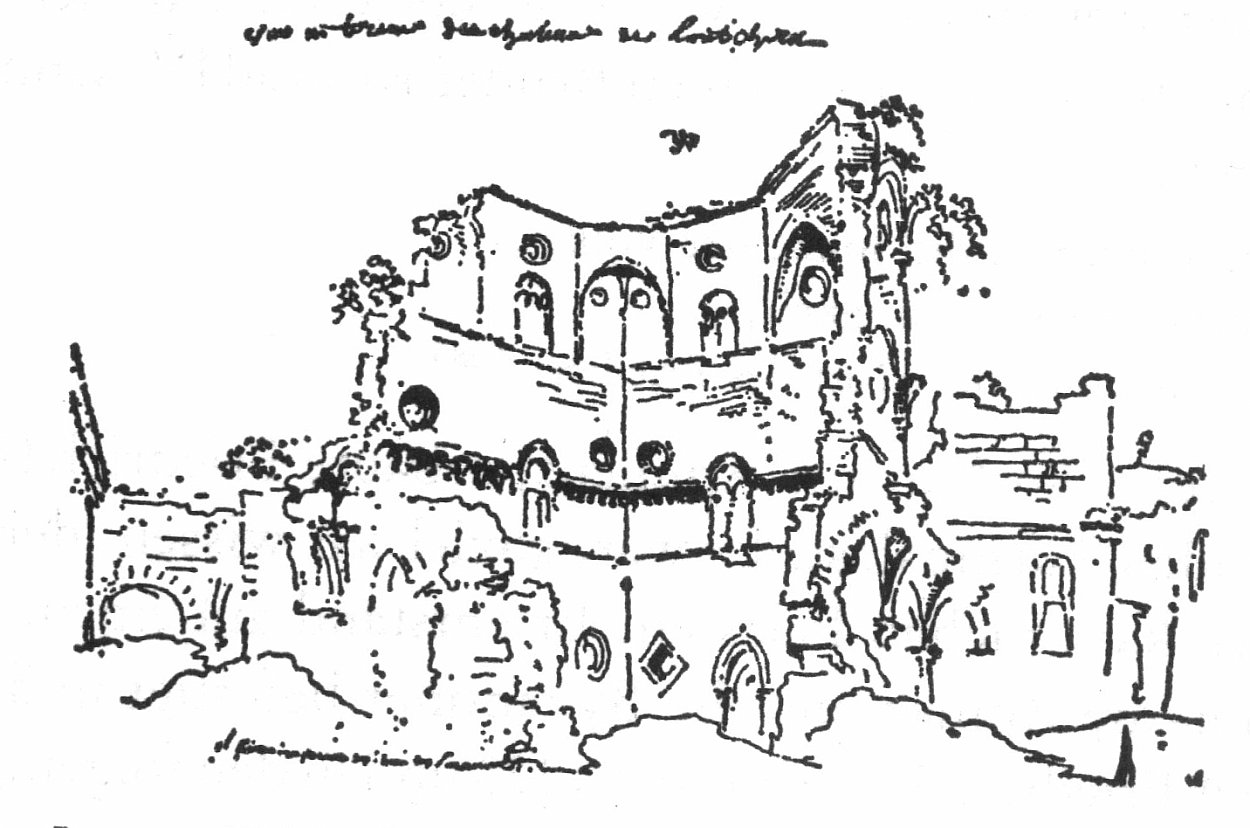
Disegno delle rovine del Palatium di Federico II

Sotto gli Svevi, Luceria riprese ben presto il suo ruolo centrale, con l'arrivo dell'imperatore Federico II e dei musulmani. Nel 1223, Federico II, a seguito della lotta armata fra i musulmani e le truppe sveve, dalla Sicilia e più precisamente dalla roccaforte di Jato (o Giato), deportò a Luceria numerosi musulmani, una vera e propria colonia saracena; riuscì però a renderli inoffensivi, lasciandoli liberi di sviluppare le loro attività (fabbricanti di tappeti, tende, ceramiche, ma anche agricoltura e artigianato), fornendo ovviamente all'Imperatore imponenti guerrieri, fondamentali per le varie lotte contro la Santa Sede. I saraceni furono liberi anche di professare la propria religione islamica: la tradizione vuole che non si contassero più di dodici abitanti di religione cristiana nel 1239. Vennero fatte costruire numerose moschee e la città fu detta "Luceria Saracenorum". A tal proposito, alcuni storici locali sostengono che i pochi cristiani che rimasero in città, e il vescovo Bartolomeo, furono costretti ad adeguarsi alla presenza musulmana e, per paura di eventuali saccheggi, nascosero in un posto sicuro chiamato Tribuna la venerata statua di Santa Maria. I vari ordini monastici che si erano stanziasi sul territorio, furono estromessi dal regno.

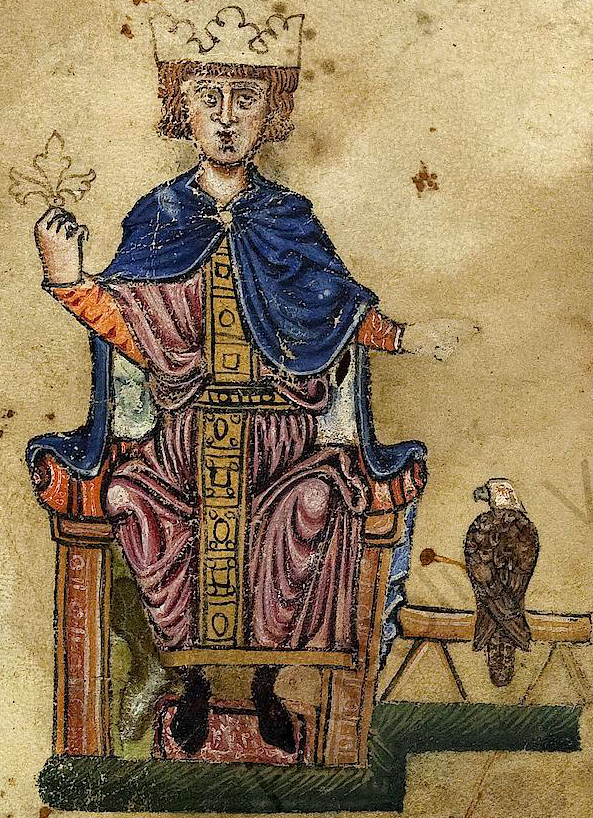
Federico II

Nel 1233 Riccardo di San Germano riporta che l'Imperatore decise di fortificare con mura la città. Ed è probabilmente in quegli anni che, su Colle Albano, precisamente nell'angolo nord-est, Federico II fede erigere il suo regale Palatium anche se oggi, tra la ricchezza dei reperti di origine angioina, si nota ben poco del federiciano castrum seu palatium. È tuttavia ancora osservabile lo zoccolo perimetrale e, per quel poco che ne resta, anche le mura a scarpate e la presenza di feritoie ad uso degli arcieri. La parte inferiore dell'edificio (quella più propriamente difensiva) doveva avere funzioni di rifugio estremo in caso di pericolo. Anche la residua pavimentazione del cortile interno, con la particolare cura delle rifiniture, è attribuita all'epoca di Federico di Hohenstaufen. In conseguenza degli arrivi, il borgo si era sviluppato verso il castello e, per questo, furono ricostruite le mura andate in rovina, estendendone fino a Colle Albano, inglobando al suo interno il Palatium imperiale, con l'eliminazione di Porta Albana.
Lūǧārah (o Lūshīra), conobbe in quel periodo una notevole fioritura, tanto che ben presto venne paragonata, dai viaggiatori e dagli storici musulmani di allora, alla Cordova dei califfi. Furono aperti istituti scientifici, sotto la guida dello stesso Federico II, nacquero anche fabbriche di armi, ma anche botteghe dell'ottone. Diversi furono gli animali esotici, dai leoni agli elefanti, dal cammelli alle aquile e ai falchi, rapaci adorati dallo stesso imperatore.
L'imperatore amava soggiornare tra i suoi fedeli musulmani e la documentazione superstite accerta la sua presenza a Lucera nel:
- aprile 1231[53]
- 11 dicembre 1232[54] (forse fino a gennaio 1233)
- dal 3 al 6 e il 16 aprile del 1240[55]
- 4 ottobre 1241[56]
- 8 gennaio 1242[57]
- novembre 1246[58]

Non si può escludere che l'imperatore, nei suoi numerosissimi periodi in Capitanata, avesse visitato Lucera anche in altri momenti. Si recava anche nella vicina località di Fiorentino, e nelle numerose domus di Capitanata, dove restava a riposo per intere giornate, intervallando la sua passione per la caccia a quella per la buona tavola.
Federico II impiegò consistenti numeri di musulmani di Lucera: circa 7.000-10.000 frombolieri e arcieri erano presenti nella battaglia di Cortenuova del 1237. Le truppe saracene di Lucera, guidate dal Vitale di Aversa, furono anche protagoniste degli assedi del monastero di San Damiano (1240) e di Assisi (1241), che si vogliono conclusi senza alcun danno grazie all'intervento spirituale di santa Chiara.
La Lucera musulmana restò fedele alla casa sveva e, dopo la morte di Federico II nel 1250, avvenuta nella vicina Fiorentino, servì Corrado IV di Svevia. In quegli anni, all'interno del palazzo imperiale, assunse potere il servo Giovanni Moro che, grazie alle simpatie di Federico II, era riuscito ad entrare nell'élite imperiale col titolo di barone, detenendo diversi possedimenti. Corrado IV lo fece comandante del castello di Lucera ma, alla morte dell'Imperatore nel 1254, Giovanni cercò di impadronirsi del potere: finse di dare ospitalità a Manfredi di Sicilia (che non si riteneva sicuro di fronte al papa), ma poi, affidando provvisoriamente il governo della città a Marchisio, si recò a Roma per mettere se stesso e Lucera nelle mani di Innocenzo IV. All'arrivo di Manfredi, il popolo lo accolse trionfalmente e Marchisio non poté fare altro che accoglierlo, giurandogli fedeltà. Al ritorno da Roma, Giovanni non venne fatto entrare in città; cercò di fuggire ad Acerenza, dove però venne ucciso dai saraceni, che portarono la sua testa a Lucera e l'appesero all'ingresso di Porta Foggia. Si giunse alla rottura tra Innocenzo IV e Manfredi quando i seguaci di quest'ultimo uccisero Borrello d'Anglona, con il quale lo svevo si contendeva la contea di Lesina. Anziché discolparsi, Manfredi fuggì a cavallo e il 2 novembre raggiunse Lucera inseguito dai suoi nemici. I Saraceni lo accolsero con entusiasmo e gli consegnarono il tesoro reale. Una volta assicuratasi la fedeltà della colonia saracena, Manfredi, chiamato anche Sultano di Lucera (1258-1266), poté arruolare un ingente esercito e muovere contro l'esercito pontificio, mettendo in fuga il legato papale e Bertoldo di Hohenburg, presso Foggia conquistando la città.
Scontento dai fallimentari tentativi di conversione degli infedeli portati avanti da frati mendicanti domenicani inviati a Lūǧārah da Gregorio IX, papa Alessandro IV, mirando anche a conquiste sul Regno Svevo, nel 1255 emise la bolla Pia Matris contro Manfredi e i Musulmani di Lucera, inneggiando ad una crociata contro di essi. Manfredi assedia la città di Ariano, colpevole di aver appoggiato l'esercito papale, riuscendo a prenderla quando un gruppo di soldati lucerini, fingendosi disertori dell'esercito di Manfredi, è accolto nella roccaforte e durante la notte saccheggiano e bruciano la città facendo strage degli abitanti. Circa 3.000 arcieri, saraceni di Lucera, costituirono uno dei reparti di élite di Manfredi nella battaglia di Benevento del 1266, che segnò la morte del sovrano svevo e l'entrata in scena dei d'Angiò. Prima della battaglia, Manfredi lasciò sua moglie Elena Ducas e i suoi figli all'interno del palatium. Quando questi vennero a sapere della disfatta sveva, scapparono verso Trani ma furono catturati e imprigionati. I saraceni, saputo l'esito della battaglia, si consegnarono senza condizioni al nuovo re.

## Periodo angioino

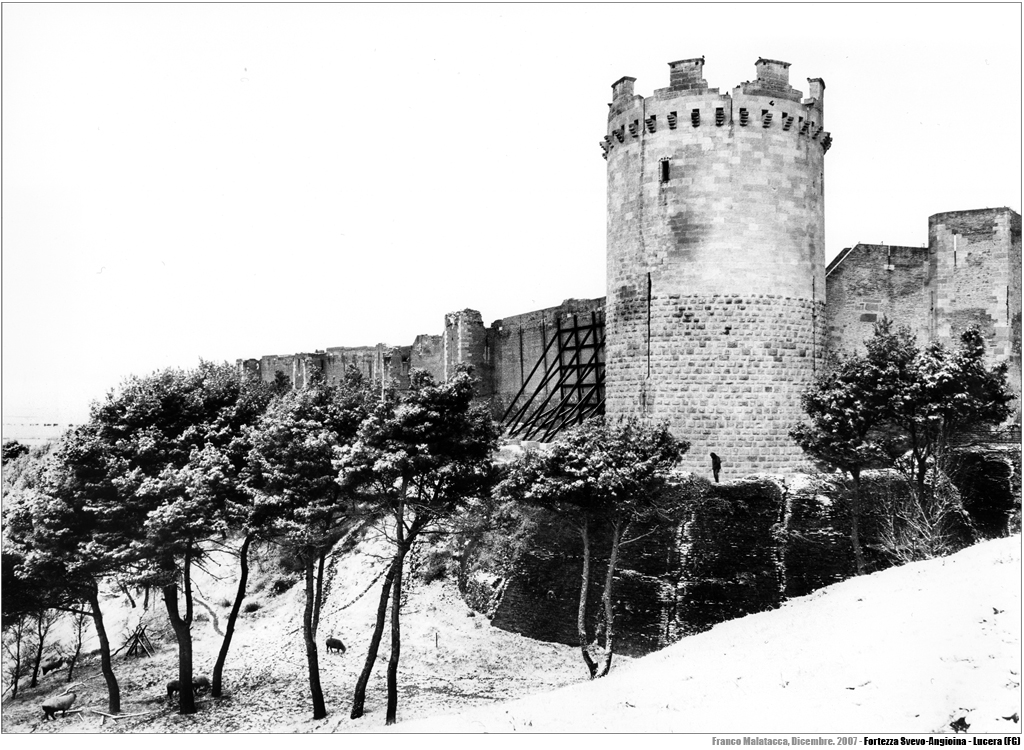
Fortezza svevo-angioina

Tra il 1268 e 1269 la Santa Sede scese in campo contro "Luceria Saracenorum". Quando Corradino di Svevia decise di partire dalla Germania alla riconquista del Regno di Sicilia, Lucera e tante altre città si ribellarono al dominio angioino. Nel febbraio 1268 papa Clemente IV indisse una Crociata per debellare tutti i musulmani presenti nella città. Molte le pressioni che ricevette Carlo I d'Angiò, in quel periodo in Toscana a combattere i ghibellini, affinché eliminasse ogni saraceno presente nella città. L'assedio alla presenza del Re avvenne dal 20 maggio al 12 giugno. Lūǧārah rifiutò l'obbedienza a Carlo I d'Angiò e resistette energicamente agli assalti dei soldati angioini, restando fedele all'ultimo erede degli Svevi. Questi si diresse verso Lucera e Carlo, lasciato all'assedio un piccolo manipolo di fedelissimi, gli andò incontro: i due eserciti si scontrarono il 23 agosto 1268 nella Battaglia di Tagliacozzo, dove, pur essendo in netta inferiorità numerica, l'esercito guelfo-angioino ebbe la meglio sui ghibellini svevi. Corradino riuscì a fuggire ma, tradito, fu catturato nella campagna romana e giustiziato a Napoli il 29 ottobre 1268. A seguito di ciò, Lucera continuò a resistere per altri dieci mesi. Carlo I riprese l'assedio di Lūǧārah nella primavera nel 1269, con ordigni d'ogni genere e con macchine d'assalto. In mancanza di viveri, i saraceni uscivano dalla città per raccogliere erbe di cui cibarsi, ma cadevano nelle imboscate dei francesi e venivano trucidati. Lūǧārah viene espugnata per fame il 27 agosto 1269. I cristiani ribelli e i capi dei saraceni verranno torturati ed uccisi, mentre il resto della popolazione si sottomise spontaneamente. Dopo dieci giorni, nonostante le pressioni della Santa Sede, Carlo d'Angiò, seguendo l'esempio di Federico II, scese a più miti patti. Anziché uccidere o esiliare i saraceni, cercò di stringere con loro un rapporto di fiducia: perdonò le loro colpe, privandoli però della libertà di governarsi seguendo le leggi islamiche, e gravando su di essi un pesante tributo di guerra di quattromila once annui. I saraceni che, per evitare di sottostare ai d'Angiò, cercarono inutilmente di fuggire dalla città, vi trovarono spesso la morte. Una nota di particolare interesse è che a capo della ribellione e della città musulmana ci fosse un cristiano, Guglielmo de Parisio, a quel tempo feudatario di diverse terre di Capitanata, che alla notizia della sconfitta di Corradino fuggì verso sud ma fu catturato e poi condannato alla pena capitale.

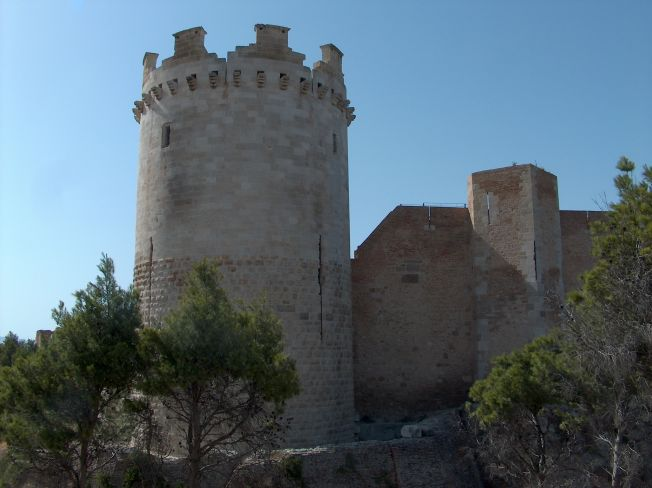
Fortezza Svevo-Angioina, Torre della Leonessa

Carlo I d'Angiò, nella riorganizzazione della città, ridusse il suo perimetro e, nei pressi del Palatium federiciano, fece realizzare una fortezza, con una maestosa cinta muraria a ridosso del margine collinare di Colle Albano. I lavori furono seguiti da Pierre d'Angicourt, progettista di fortificazioni, e dai magistri carpentari Riccardo da Foggia e Giovanni di Toul; i lavori durarono quasi quindici anni (1269-1283). La muraglia fu dotata di 15 bastioni quadrangolari, 7 torri pentagonali, e 2 torri cilindriche, una detta del Leone (o del Re, dalla tradizione popolare), e l'altra più maestosa detta della Leonessa (o della Regina, dalla tradizione popolare). L'accesso alla fortezza era regolato da 4 porte: Porta Troja a sud, Porta Castel Fiorentino a nord, Porta Guardiola a ovest, e Porta Luceria a Est, verso la città. Per separare la fortezza dal centro abitato fu scavato un vigoroso fossato difensivo e creato un ponte levatoio per collegare le due parti. All'interno della fortezza, fu edificato il nuovo palazzo residenziale, una chiesa francescana e alcuni alloggi, che servirono alle numeroso famiglie originarie della Provenza che il re fece stanziare all'interno della fortezza. La convivenza con i saraceni durò ben poco, in quanto le famiglie provenzali preferirono allontanarsi dalla città, trasferendosi nell'alta valle del Celone (o Valmaggiore) fondando i paesi di Faeto e di Celle di San Vito, dove tuttora si parlano dialetti francoprovenzali.
Nel 1294 si recò a Lūǧārah il Beato Raimondo Lullo per cercare di evangelizzare i saraceni, ma fallì la sua missione.

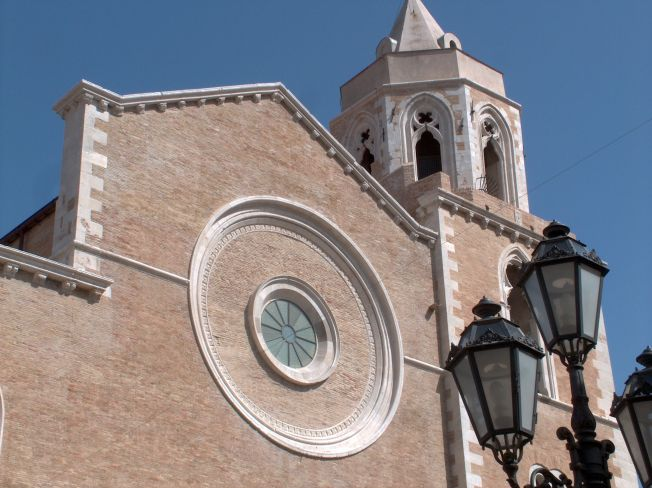
Basilica cattedrale

Alla morte di Carlo I d'Angiò, gli succedette il figlio Carlo II di Napoli, detto lo zoppo. Questi, nell'anno del primo Giubileo (1300) indetto da papa Bonifacio VIII, organizzò la "Crociata Angioina". L'impresa, pianificata in gran segreto, è affidata ad un suo fedelissimo, il miles Giovanni Pipino da Barletta, Maestro Razionale della Magna Curia. Secondo gli storiografi locali d'età barocca ma senza nessuna fonte documentaria, nel giorno 15 agosto, solennità dell'Assunta, Pipino avrebbe dato ordine ai suoi soldati di comunicarsi per prepararsi degnamente allo scontro, facendo atto di giuramento alla Beata Vergine che, se gli avesse concesso la vittoria, avrebbe dedicato al suo nome la città. Dopo un primo scontro vittorioso con i saraceni in armi, i soldati datisi al saccheggio, e frugando per ogni dove, trovarono in una lammia sotterranea l'antica statua della Vergine, portandola in processione come segno di buon auspicio.Dopo qualche giorno, Lūǧārah venne definitivamente conquistata con la forza e le ultime resistenze vinte il 24 agosto (festa di San Bartolomeo). La tradizione locale vuole che la Vergine Maria sia scesa in campo a favore dei d'Angiò, osteggiando le truppe saracene con immensi sciami di moscerini. Le mura e le moschee furono abbattute e i saraceni lucerini in parte massacrati e in gran parte espulsi, per essere poi catturati e venduti come schiavi, o costretti a convertirsi al Cristianesimo.

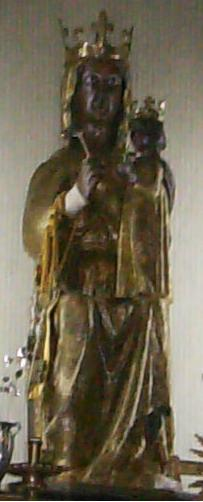
Icona di Santa Maria Patrona di Lucera

Lucera, di lì a poco, fu ripopolata di abitanti cristiani provenienti dalle varie province peninsulare del Regno di Sicilia, specie dalla Calabria, e anche da fuori, e rinominata "Civitas Sanctae Mariae" (Città di Santa Maria). Venne fondata la Cattedrale dell'Assunta, la cui costruzione è attribuita a Pierre d'Angicourt. Anche lo stemma della città viene fatto risalire a questo periodo: un leone passante, che rappresenterebbe re Carlo II, tenente con le branche anteriori un vessillo con l'effigie della Vergine Patrona.
Nel 1304, Carlo II d'Angiò giunse a Lucera e, come vuole la tradizione, donò simbolicamente le chiavi della città alla statua della Vergine, alla quale sua moglie Maria d'Ungheria offrì una collana d'oro. La statua, in base alle recenti indagini storico-artistiche, è di fattura angioina, ascrivibile ai primi del '300 (probabilmente 1301), e quindi non può essere considerata la stessa statua, che secondo alcuni cronisti, fu nascosta nel periodo islamico. 
In onore dell'Assunta, invocata col titolo di Santa Maria Patrona di Lucera, Carlo II istituì la festa da celebrarsi ogni anno con la massima partecipazione del popolo.
Nell'antico borgo furono insediati tre ordini mendicanti e un ordine monastico. Oltre la Cattedrale, infatti, furono edificate altre quattro chiese ai margini del quadrilatero della città: 
- San Francesco per l'Ordine dei Frati Minori;
- San Domenico per l'Ordine dei Frati Predicatori, comunemente chiamati domenicani, perché fondato da Domenico da Caleruega;
- San Leonardo per gli Eremitani di Sant'Agostino;
- San Bartolomeo per i Celestini.

A Carlo II di Napoli succedette il suo terzogenito Roberto, in quanto il primogenito Carlo Martello salì sul trono d'Ungheria e il secondogenito Ludovico d'Angiò, per alcune fonti nato nella fortezza di Lucera, intraprese la vita ecclesiastica, prima come frate minore e poi come vescovo di Tolosa; oggi è invocato quale Santo.
Nel 1314 si parla di ben undici chiese povere: Santa Maria Maddalena, San Martino, Sant’Angelo, San Giacomo, San Paolo, San Marco, San Matteo, San Lorenzo, San Pietro, Santa Lucia e Santa Caterina.
Roberto d'Angiò fece giungere da Avignone (il papato in quegli anni non era a Roma) a Santa Maria il vescovo croato domenicano Agostino Casotti che morì il 3 agosto 1323. Il corpo del vescovo fu tumulato nella chiesa di San Domenico.

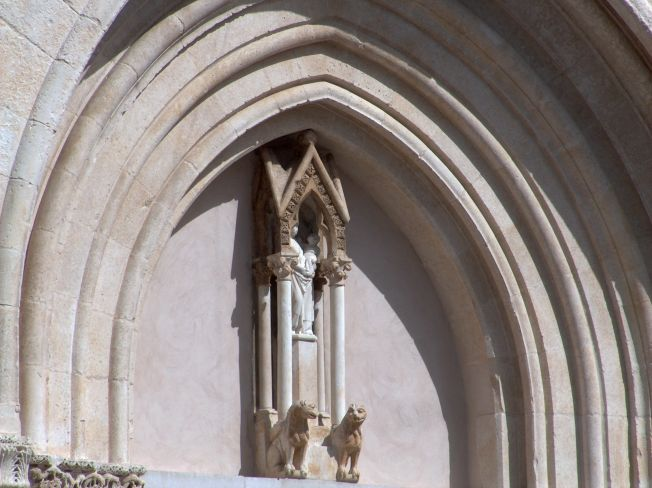
Basilica cattedrale - particolare del portale

Nel 1341 nella città di Santa Maria si contavano 13 chiese. Oltre ai conventi di San Francesco, San Domenico, San Leonardo, San Bartolomeo, si aggiunse la chiesa di Sant'Antonio Abate.
Altre tre statue della Vergine Maria, simili a quella della Patrona, arrivarono a Lucera e collocate nelle più importanti parrocchie della città:
- Santa Maria della Vittoria, nella parrocchia di San Giacomo Maggiore Apostolo;
- Santa Maria della Misericordia, nella parrocchia di San Lorenzo Martire;
- Santa Maria della Libera, nella parrocchia di San Matteo Apostolo.

In questi anni vide la luce l'ospedale delle Cammarelle e le mura furono completamente riedificate e allontanate dalla fortezza di Monte Albano con l'accesso alla città regolato da cinque porte:
- Porta Troja, a sud;
- Porta Sant'Antonio Abate, a nord ovest (si apre nei pressi dell'omonima chiesa, verso Colle Belvedere);
- Porta San Severo, a nord est (probabilmente cambia denominazione, dato che in alcune fonti si ritrova Porta Casalis Novi in direzione Casale Novo, un centro nei pressi di San Severo);
- Porta San Giacomo, ad est;
- Porta Foggia, a sud est.

## Il Quattrocento
Vari furono i capovolgimenti storici che affrontarono i d'Angiò sul finire del Trecento, con una feroce lotta per la successione sul regno di Napoli, che causò anche il brutale assassinio (strangolata) nel 1382 della regina Giovanna I per ordine di Carlo III d' Angiò-Durazzo.

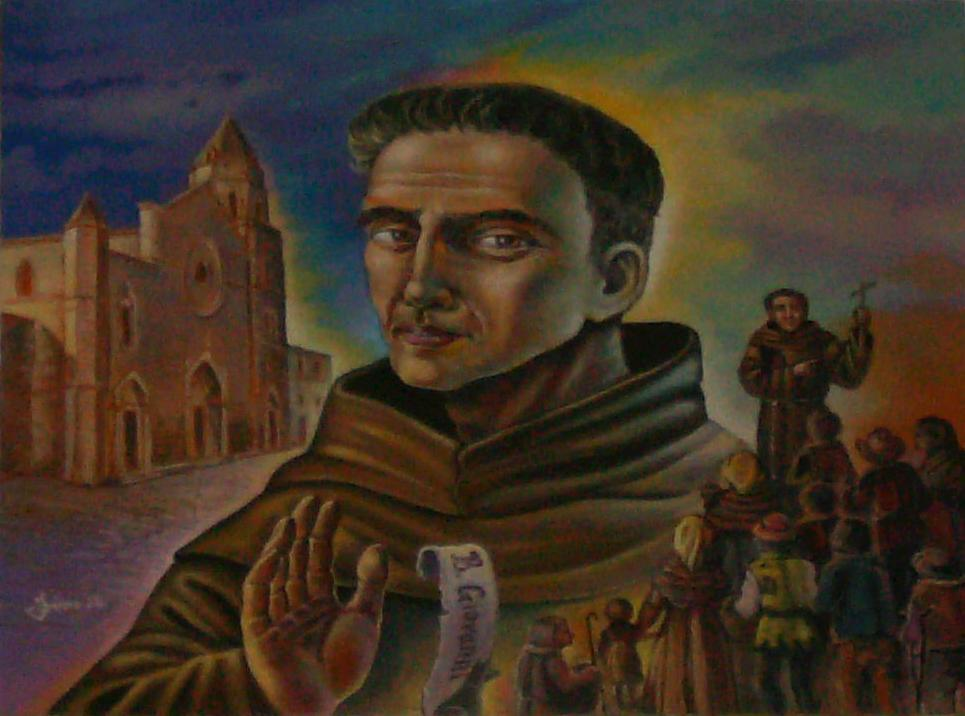
Beato Giovanni Vici da Stroncone

Con l'inizio del Quattrocento anche le città risentirono di queste problematiche e la città di Santa Maria dal 1407 fu amministrata da un Decurionato, un consiglio di dieci cittadini scelti sia tra la nobiltà, sia tra il ceto medio e sia tra i popolani. Il Decurionato, per deliberare sulle varie questioni della città, si radunava spesso nella chiesa edificata in onore di San Pardo.
Nel 1407, il frate Giovanni Vici da Stroncone fece realizzare su Colle Belvedere il convento del SS. Salvatore, di riforma Osservante, dell'Ordine dei Frati Minori, con annessa chiesa, quale oasi di preghiera per i viandanti. Il frate, pieno di fervore, si recava spesso tra le rovine di vecchi castelli abbandonati, in cerca di qualunque cosa che potesse abbellire il suo convento. Fu sui resti di Castel Fiorentino che trovò due lastre di pietra, che formavano la mensa di Federico II. Riuscì a portarle in città, dove le utilizzò come altari maggiori nella Cattedrale e nella chiesa del SS. Salvatore. Morì nel suo convento nel 1418, dove fu sepolto, in fama di santità; salito agli onori degli altari, è Beato.

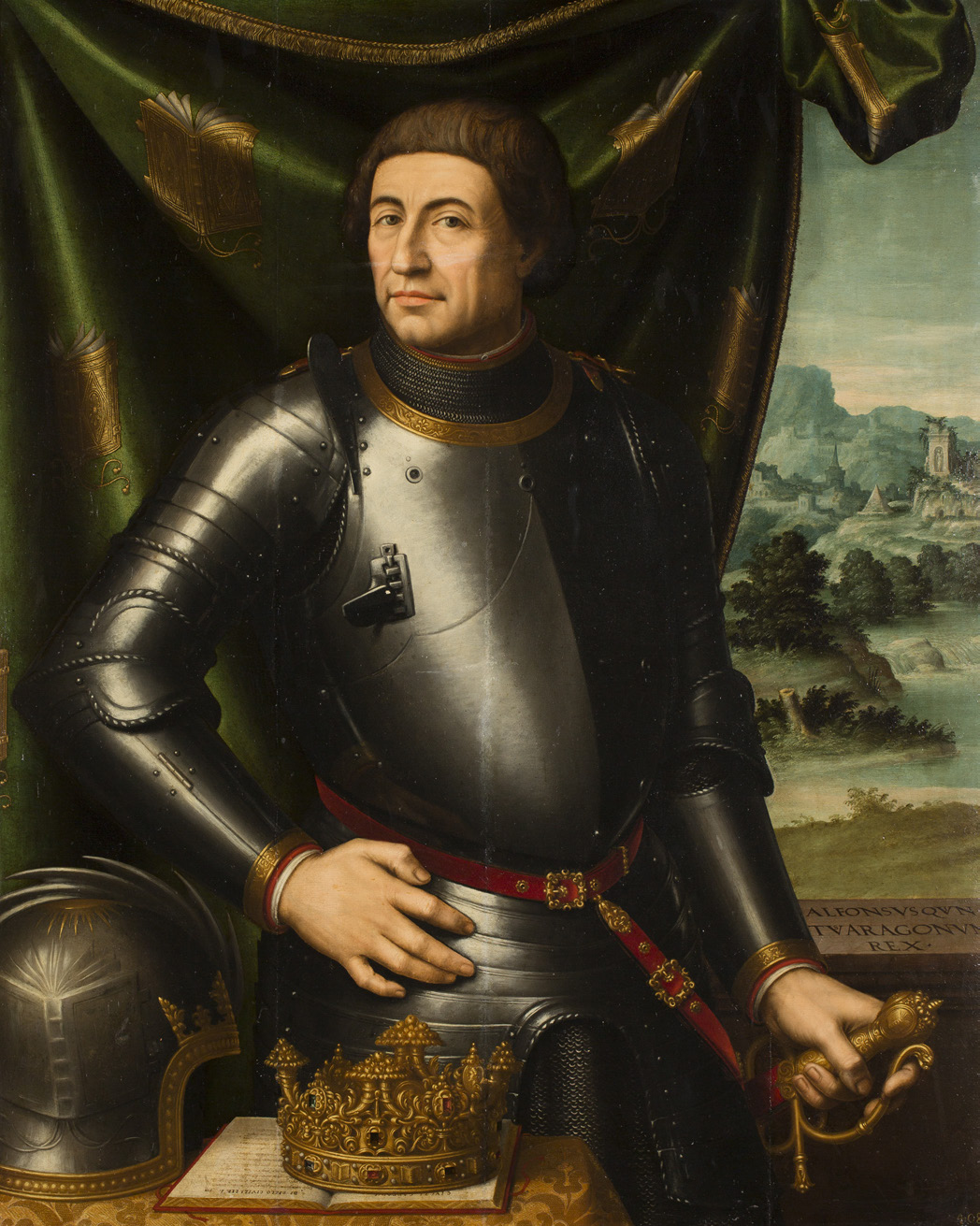
Alfonso V d'Aragona

Con l'arrivo degli Aragonesi e di Alfonso il Magnanimo nel 1442, la città di Santa Maria, oltre a mantenere il dominio della Capitanata, ottenne l'istituzione della Regia Audientia Provincialis, supremo tribunale civile e penale della Capitanata e del Contado del Molise, e della Regia Dogana della Mena delle Pecore di Puglia, istituita nel 1447. Tale istituzione fece diventare la città sede della Dogana, annessa al convento delle celestine di Santa Caterina. La transumanza obbligatoria dall'Abruzzo sul Tavoliere di Puglia, con la nascita del Tratturo Lucera-Castel di Sangro, aumentò gli incassi comunali e anche il benessere dei cittadini. La sede restò a Santa Maria fino al 1468 quando fu spostata alla vicina Foggia, che in quegli anni iniziava ad estendersi.
Pare inoltre che in questo periodo sorse una zecca clandestina poi condonata da Ferdinando I d'Aragona.
Il 4 dicembre 1456 un terrificante movimento tellurico sconvolse la Capitanata. La città di Nocera (Lucera) subì gravi perdite e danni (fra cui probabilmente la parte superiore del campanile del Duomo), ma resto in piedi, a differenza dei centri limitrofi andati completamente distrutti. La popolazione attribuì lo scampato pericolo alla protezione di Santa Maria Patrona.

## Dal Cinquecento al Settecento
Dall'inizio del Cinquecento, la città fu sotto il dominio spagnolo e il titolo di Civitas Sanctae Mariae fu sempre meno usato, sostituito dall'attuale nome di Lucera.
Nel 1568 viene istituita la prima scuola pubblica di istruzione primaria e nel 1579 Lucera torna ad essere la sede del capoluogo della Regia Udienza di Capitanata e del Contado del Molise, che era passato per alcuni anni sotto la giurisdizione della vicina città di San Severo. La diocesi in questi anni è molto estesa, raggiungendo perfino la distante Apricena.
Il Cinquecento fu anche il secolo di un notevole incremento demografico della città, che continuò ad essere la città più popolosa di tutta la Capitanata. Notevoli furono i lavori della diocesi che, sotto la guida del vescovo Pietro de Petris, eseguì il rifacimento del campanile della Cattedrale, crollato a seguito di un terremoto. Altre chiese furono aperte al culto:
- Santa Maria di Costantinopoli, convento cappuccini, fuori le mura nord della città;
- Santa Maria della Pietà, convento dei frati minori osservanti, fuori le mura sud della città, eretto dopo che un cieco riacquistò la vista nel 1573, pregando dinanzi ad un'antica edicola votiva della Madonna.

A queste si aggiunge la chiesa di San Giovanni Battista, costruita al posto della chiesa di San Lorenzo. Anche la chiesa di Santa Lucia venne ricostruita e dedicata ai Santi Lorenzo e Lucia.
Tra il cinquecento e il seicento, Lucera continuò ad essere anche residenza di famiglie nobili del regno. La città, ben presto si riempì di nobili palazzi e di bellissime piazze. Le dimore imponenti furono delle famiglie più facoltose della città: Scassa, d'Auria, Secondo, Pagano, Quaranta, Candida e Falcone.
Fu in questi anni che iniziarono alcune rivolte politiche e nel 1592 il vescovo della diocesi di Lucera, Scipione Bozzuto di Napoli, affacciandosi da una monofora del campanile della Cattedrale, venne ucciso con un colpo di archibugio dai banditi, capitanati da Pacchiarotto, uno dei tre luogotenenti di Marco Sciarra, che saccheggiarono e recarono rovina alla città.
Vennero inoltre fondate le cappelle adiacenti alla Cattedrale: Santissimo Sacramento (1594), Santa Maria della Misericordia (della "buona morte", 1603), Santa Maria di Costantinopoli(1617) e Santissima Annunziata (1617), quest'ultima collegata ad un conservatorio per orfane tramite un ponte, detto Arco delle Orfanelle.
Diverse furono le opere d'arte che furono realizzare per abbellire le chiese durante il seicento. Furono inoltre edificate altre due chiese; la prima dedicata a San Nicola di Bari e la seconda a Santa Maria delle Grazie, affidata ai Fatebenefratelli. Le parrocchie vengono ridotte a 4:
- Cattedrale dell'Assunta
- San Giacomo Maggiore Apostolo
- San Giovanni Battista
- San Matteo Apostolo

Un forte terremoto colpì Lucera nel luglio del 1627, con alcuni danni alle abitazioni; la città vicina di San Severo fu rasa al suolo e anche Foggia ebbe numerosi danni. I lucerini videro l'evento come un accadimento miracoloso, attribuito alla protezione di Santa Maria Patrona.
Nel 1642 il viceré spagnolo Ramiro Guzman assegnò la città Lucera in feudo al conte Mattia Galasso, su ordine del re Filippo IV. La città subì quindi l'abolizione di tutti i privilegi conferitigli da Carlo II di Napoli. I lucerini si rivolsero nuovamente a Santa Maria per chiedere la liberazione della città, che finalmente il 20 dicembre 1691 fu dichiarata “città libera, in virtù del potente patrocinio di Santa Maria.”
Il declinò della città portò inevitabilmente alla miseria e alla carestia e molte attività vennero chiuse, dando sempre più spazio all'agricoltura e ad antichi mestieri. Non mancarono le rivolte, ma bel presto, tra il 1655 e il 1656 una nuova minaccia si abbatté sulla città: la peste. Anche in questo caso la poca mortalità venne vista come un fatto miracoloso, attribuito a San Rocco da Montpellier, al quale l'Università fece edificare una chiesa, nei pressi del lazzaretto. Seguì un'epidemia di tifo, alla quale conseguì un inevitabile crollo demografico.
Col passare degli anni, Lucera perse importanti funzioni politiche, ciononostante continuò a godere dello status di capitale culturale della regione, per gli studi e la dottrina, titolo che mantenne anche con l'avvento dei Borbone.
Il 4 aprile 1702 papa Clemente XI proclamò beato il vescovo trecentesco Agostino Casotti.

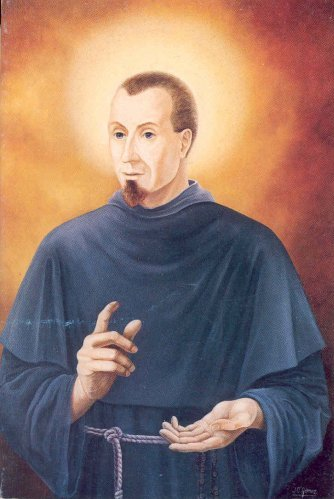
San Francesco Antonio Fasani (1681-1742)

A cavallo fra il seicento e il settecento, Lucera fu anche al centro della vita di frate Francesco Antonio Fasani. Nato il 6 agosto 1681, fu gran predicatore e innamorato della Vergine Immacolata. Amante dei poveri e dei sofferenti, familiarmente dai lucerini veniva chiamato e ancora tuttora lo chiamano Padre Maestro. Istituì una mensa per i poveri, chiedendo frequentemente offerte alle famiglie nobile del tempo: Zunica, de Nicastri, Ramamondi e Lombardi. Fece realizzare da Giacomo Colombo una statua della Vergine Immacolata e una di San Francesco; il Colombo lavorò molto in Capitanata e a Lucera, che ancora oggi conserva alcune sculture da lui firmate nelle chiese di San Domenico, Santa Caterina e San Giovanni Battista.
Sotto il vescovo Domenico Maria Liguori (1718-1730), venne edificata la chiesetta di San Gaetano Thiene, nei pressi del convento di Santa Caterina.
Il forte terremoto del 20 marzo 1731 che devastò Foggia, fece notevoli danni anche a Lucera. Alcune case andarono distrutte e la chiesa trecentesca di San Francesco subì la perdita degli altari. A Padre Maestro si deve il restauro dell'intera chiesa e la sua riconsacrazione avvenuta il 19 aprile 1739. Tre anni dopo, il frate morì in odore di santità. Era il 29 novembre 1742.
Nel 1743 il cappuccino Antonio de Oliva progettò la realizzazione di una cappella dedicata alla Santa Croce appena fuori le mura ovest della città, nella Piana dei Puledri. Tale progetto non andò in porto, ma probabilmente vi fu aperto un ingresso che prese il nome di Porta Croce.
Nel 1745 l'antico palazzo della famiglia Falcone fu trasformato in scuola, con l'apertura di corsi in filosofia, teologia, belle lettere e grammatica e affidato ai padri Redentoristi, che intitolarono il monastero al SS. Sacramento. L'anno seguente venne istituito a Lucera il Tribunale del Consolato di terra e di mare.
In quegli anni anche tutti i palazzi e le chiese di Lucera subirono il tocco barocco. Fu edificato ex novo il convento di Santa Caterina (1754), sempre affidato alle dame benedettine celestine di clausura, e il nuovo convento del Carmine (1758), in pieno centro cittadino, utilizzando i materiali dell'ormai abbandonata Fortezza; sempre sul finir de Settecento fu realizzato anche il cappellone confraternale adiacente alla chiesa di San Domenico, che venne completamente revisionata e trasformata in barocco, con annessa cappella dedicata alla Vergine del Rosario e ristruttura la cappella dell'Addolorata adiacente alla chiesa di San Francesco.
Lucera contava 25 chiese, con l'edificazione della nuova chiesa di Santa Maria degli Angeli (o delle anime del Purgatorio) appena fuori le mura di Porta Troia. L'antico convento del SS. Salvatore viene affidato ai Frati Minori Riformati, mentre Santa Maria della Pietà ai Frati Minori Osservanti.
Nel 1794, con l'inizio delle soppressioni dei monasteri, si registra l'espulsione dei Carmelitani dal nuovo convento, che nel 1804 sarà trasformato in Real Orfanotrofio San Carlo.

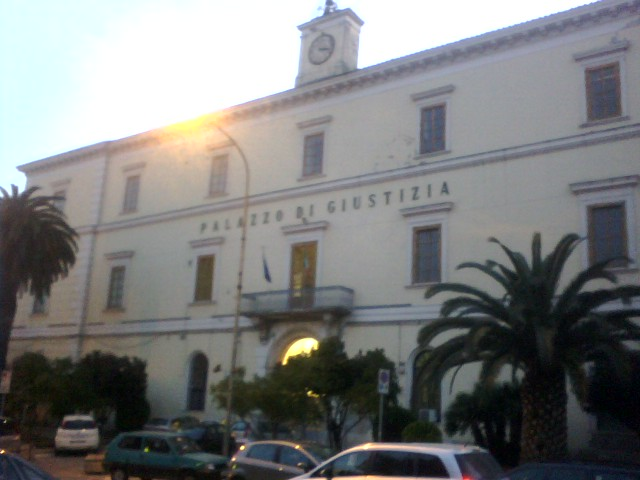
Palazzo di Giustizia (1795)

Numerosi furono i palazzi edificati in questo periodo storico, in primis il Palazzo Vescovile, sotto la guida di mons. Foschi prima, e di mons. Freda dopo. Di notevole importanza anche il Palazzo della Regia Udienza (1795), edificato in Piazza San Francesco, utilizzando i resti dell'antico castello.
Inoltre il convento di San Francesco si dota di una piccola apertura verso l'esterno della città, che alcuni denominano “Porta Ballitoria”.
Nel 1799 Lucera attraversò il turbine degli eventi scaturiti dalla proclamazione della Repubblica Partenopea. La città fu raggiunta dal generale francese Guillaume Philibert Duhesme, che cercò di trattare pacificamente con il popolo lucerino, affinché accettasse l'ingresso delle sue truppe. L'ufficiale di marina, Eugéne Petit però venne ucciso e questo fece scaturire la rabbia dell'esercito, che decise di assaltare Lucera. Fu solo grazie all'intrepido coraggio della duchessa Maddalena Candida Mazzaccara che Lucera si salvò dal saccheggio. La duchessa infatti, fuoriuscì dalle mura della città in nome di Santa Maria Patrona, e consegnò le chiavi della città al generale, che concesse tre giorni di tregua, a patto che fossero uccisi gli attentatori. Allo scadere dei tre giorni, le porta della città vennero aperte e la duchessa accolse i francesi, seguita dal simulacro della Vergine, che venne esposto fuori porta Troia. Dehesme, nel vedere l'icona mariana, rimase scioccato, riconoscendola come "la Donna dal viso bruno e dagli occhi d'incisiva potenza, che quella notte gli era apparsa in sogno a dirgli che lasciasse salvo il suo popolo". 
Per questo, nonostante l'esercito fosse pronto ad intervenire militarmente, Duhesme decide di rinunciare ai bellicosi propositi, entrando in città acclamato dalla folla. A ricordo di tale evento prodigioso fu opposta sulla facciata di Porta Troia una lapide.

## L'Ottocento
Gli eventi che diedero inizio all'Ottocento non furono a favore di Lucera. Con l'avvento del governo di Napoleone, la città perse di colpo l'importanza storica che l'aveva aiutata anche nei periodi più bui. Infatti con legge n. 132 dell'8 agosto 1806, le province di Capitanata e Molise furono divise e la sede del capoluogo del Tavoliere passò a Foggia, che negli ultimi anni aveva conseguito un avanzamento demografico tale da superare di molto Lucera (17 000 abitanti contro 8 000), assumendo quindi quella grandezza che per secoli è stata di dominio assoluto dei lucerini.
Il colpo fu duro da digerire anche se Napoleone, dopo aver visitato la città il 25 marzo 1807, istituì il Real Collegio di Capitanata (1807), al posto del soppresso monastero dei celestini, e lasciò a Lucera la sede del Tribunale di prima istanza (1808); negli anni successivi furono istituiti l'Archivio Provinciale (1809), la Conservatoria delle Ipoteche (1809), l'Archivio Notarile (1812), la Sezione di Archivio di Stato (1813), l'Ufficio del Registro (1817), l'Ufficio delle Imposte (1817) e la Gran Corte Criminale (1817).
Con il decreto di Gioacchino Murat n. 765 dell'8 ottobre 1810 anche il Terraggio fu abolito; in quell'anno le spoglie mortali del beato Agostino Casotti furono traslate dalla chiesa di San Domenico alla Cattedrale, ai piedi dell'altare del Sacro Cuore, dove tuttora sono conservate.
Nel 1818, a seguito del decreto di Napoleone di seppellire i morti fuori le cinta delle città, venne realizzato nell'estrema periferia nord della città, fuori da Porta San Severo, il cimitero di Lucera. L'anno seguente, nel Real Collegio, venne istituita la Prima Scuola Secondaria di agricoltura e le cattedre di diritto e procedure penali.
Nel 1826, Maria Giuseppa Mozzagrugno cedette il suo palazzo nobiliare alla città affinché divenisse la sede del Comune; numerosi furono i lavori effettuati dall'architetto Filippo Gifuni, che nel 1832 presentò alla cittadinanza il nuovo palazzo. In quello stesso anno, presso il convento di Santa Maria della Pietà, i Padri Osservanti aprirono le cattedre universitarie di filosofia e teologia. In quegli anni furono iniziati anche i lavori per le strade di collegamento tra Lucera e i centri più vicini, iniziando ovviamente dalla tratta con Foggia.
Nel 1831, nei locali del soppresso convento di San Francesco, vide la luce anche la Biblioteca comunale, fortemente voluta dalla famiglia de Nicastri, seguita dalla famiglia Scassa, che donò circa 6 000 volumi. In breve anche le altre nobili famiglie fecero le loro donazioni, che accrebbero subito la ricchezza della collezione.
In quegli anni notevole attenzione ebbe il giovane sacerdote lucerino don Alessandro di Troja, che assisteva le famiglie più bisognose della città, ricoprendo l'incarico di economo spirituale della parrocchia di San Matteo Apostolo. Numerose furono le persone che chiedendogli preghiere, furono gratificate con guarigioni inspiegabili, che lui attribuiva a padre Maestro Fasani; la cittadinanza lo chiamava familiarmente don Sante. Morì a soli 33 anni, nel gennaio 1834 e, in concetto di santità, venne sepolto in Cattedrale, che proprio in quell'anno venne dichiarata Basilica Minore.
Dall'ottobre del 1836 la Capitanata fu colpita da una nuova calamità, il colera indiano. Più di 5 000 i morti e anche Lucera ebbe le sue vittime. Il culmine dell'epidemia si ebbe nell'estate del 1837; il popolo chiedeva a Santa Maria Patrona di aiutare anche questa volta la sua città e l'aiuto della Vergine non mancò. Difatti il 12 e il 13 luglio di quello stesso anno, l'Icona trecentesca della Vergine, collocata in una delle cappelle laterali alla Cattedrale, avrebbe mosso gli occhi e cambiato il colore della pelle. L'evento miracoloso si sarebbe protratto per molto tempo e fu aperto un processo canonico nel 1838, di cui si occupò anche papa Gregorio XV e la Sacra Congregazione dei Riti, che non poté che constatare l'avvenuto evento inspiegabile e l'improvvisa guarigione dal colera e da altre infermità di molti fedeli, e proclamare il 13 luglio quale festa della Madonna del Colera.
Sempre nel 1838 venne inaugurato il Teatro Comunale, intitolato a Maria Teresa di Borbone mentre dal 1841 le antiche fiere annuali lucerine vennero finalmente ripristinate, riportando nella città un antico commercio mai dimenticato. Nel 1842 la fatiscente Porta Foggia venne abbattuta e subito ricostruita. I lavori terminarono nel giugno del 1844.

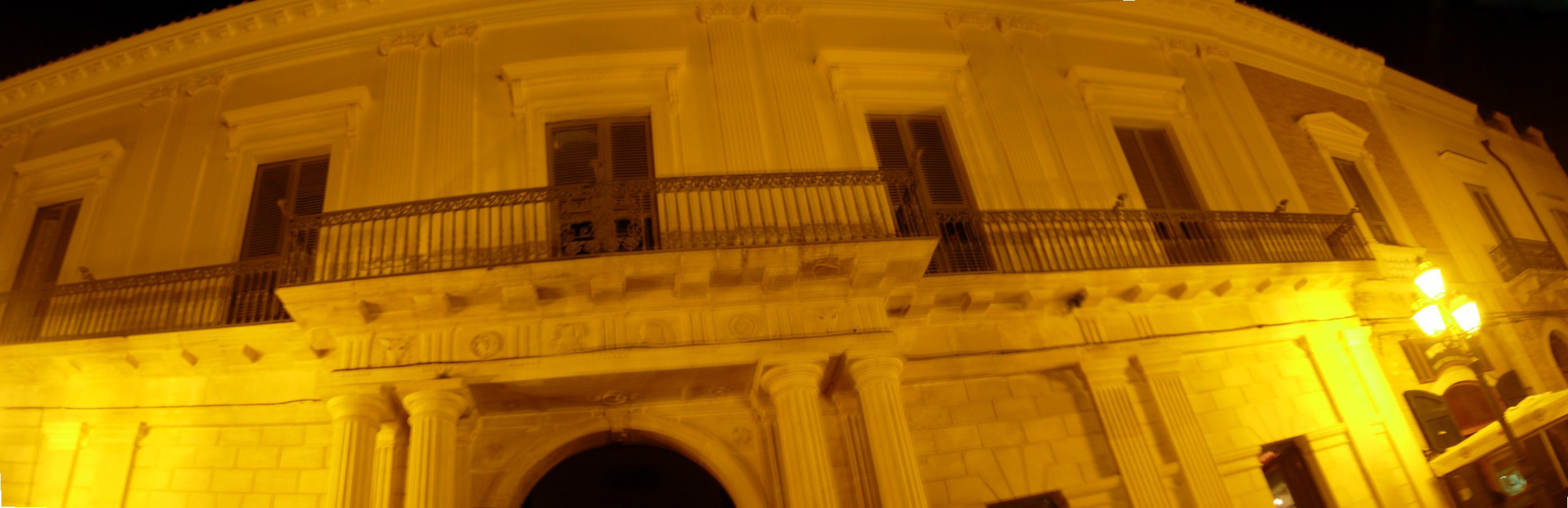
Palazzo Cavalli (restauro del 1883), Piazza Duomo, Lucera

L'Ottocento fu un secolo di notevoli trasformazioni anche nell'ambiente politico. Nel 1848 infatti fu fondata l'associazione "Propaganda", il cui obiettivo era l'Unità d'Italia; molti furono i lucerini che sacrificarono la loro vita in nome dell'indipendenza italiana. In quegli anni anche la città di Lucera subì rilevanti cambiamenti. Nel 1855, il Consiglio Comunale, deliberò l'abbattimento delle mura angioine e delle porte fatiscenti, restando in piedi solo la Porta Troia e la Porta Foggia, che attualmente sono gli unici due ingressi rimasti in piedi.
Nel 1853 venne inaugurato il Regio Orfanotrofio femminine "Ferdinando II di Borbone" nel soppresso convento di San Leonardo; l'istituzione fu possibile grazie a Tito Pellegrino che destinò tutto il suo patrimonio per tale iniziativa. Pochi anni dopo, nel 1857, il Real Collegio viene elevato a Liceo con l'aggiunta di cattedre in chirurgia e medicina. La direzione del nuovo Liceo fu affidato ai Gesuiti che dal 1854 gestivano il Collegio. Le rivolte di quegli anni, però, fecero fuggire anche la “Compagnia di Gesù” dalla città, assieme al vescovo Iannuzzi nel 1860. L'anno seguente il Real Liceo divenne Liceo Ginnasio e Convitto Nazionale; nel 1864 il Conservatorio delle Orfanelle divenne Asilo d'Infanzia “Sant'Anna” e, nel 1866, con la definitiva soppressione dei monasteri, anche i Redentoristi Mannarini, i Fatebenefratelli e le dame di clausura del convento di Santa Caterina lasciarono Lucera.
Nel 1860 il Teatro Comunale fu intitolato a Giuseppe Garibaldi e fu fondato il primo circolo cittadino, l'Unione, che dal 1876 venne trasferito in Piazza Duomo, dove ancora oggi ha sede.
Dopo una lunga vita trascorsa nell'assistenza ai più bisognosi, nel 1865 il frate cappuccino Francesco Maria da Gambatesa, morì nel convento di Santa Maria di Costantinopoli di Lucera, in fama di santità. Venne infatti sepolto nella stessa chiesa e in poco tempo beatificato.

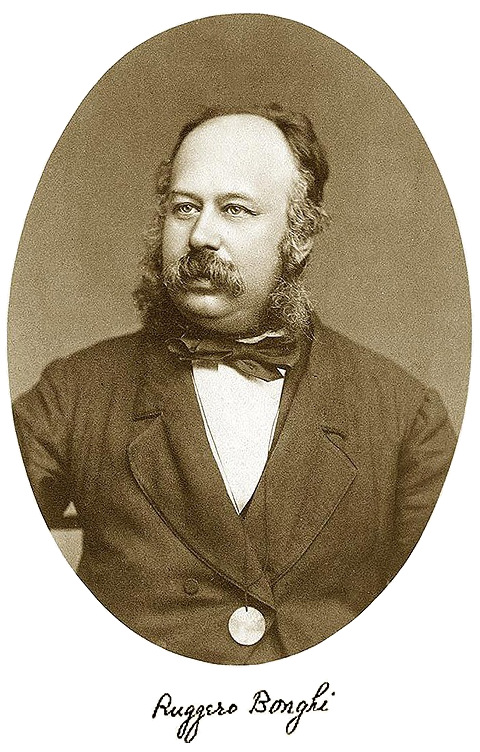
Ruggero Bonghi

Nel 1871, grazie all'interessamento di Ruggiero Bonghi, la Fortezza svevo-angioina venne dichiarata Monumento Nazionale, seguita dalla Cattedrale dell'Assunta nel 1878. Lo stesso Bonghi fu al centro di famosi scontri elettorali e durante la sua attività politica riuscì ad ottenere sostanziosi finanziamenti per riportare, secondo il gusto dell'epoca, la Cattedrale all'iniziale stile gotico. Venne eliminato tutto l'arredo barocco e furono abbattute le cappelle laterali con il ponte delle Orfanelle che fungeva da collegamento con l'Asilo di Sant'Anna.
Nel 1883, grazie all'interessamento e alle donazioni della marchesa Rosa de Nicastri d'Amelj, venne fondata una casa di cura per anziani nelle vicinanze della chiesa di Santa Lucia.
Il 31 luglio 1887 venne inaugurata la stazione ferroviaria e la relativa tratta Lucera-Foggia, che fu di fondamentale importanza per il commercio e la viabilità della città.
Negli ultimi anni dell'Ottocento sorsero numerose banche. Si iniziarono anche gli scavi archeologici nella città e vennero alla luce le Terme Romane con una Venere Marina nei pressi nella chiesa di San Matteo (1872) e un mosaico romano al centro di Piazza Nocelli (1899). Videro la luce anche numerosi palazzi signorili fra cui quelli delle famiglie Cavalli, Curato e Nocelli.
Con la nascita del Regno d'Italia, la politica gioca un ruolo centrale nella storia di Lucera. Numerosi furono le manifestazioni promosse da Ruggiero Bonghi e da Antonio Salandra, entrambi esponenti del partito liberale. A Bonghi, dopo un anno dalla sua morte, nel 1896 venne intitolato il Liceo Ginnasio e il Convitto Nazionale. A seguire tutti i movimenti politici e culturali di quegli anni ci penso il periodico “Il foglietto”, che vide la luce nel 1897 sotto la direzione di Gaetano Pitta.

## Il Novecento
La povertà invase la città all'inizio del Novecento; numerosi erano i senzatetto e gli elemosinanti. Per porre rimedio a questa situazione, grazie alla nobile Maria de Peppo Serena, l'ormai abbandonato convento dei Cappuccini, nel 1900 venne trasformato in Ricovero San Giuseppe, dove trovarono dimora i tanti mendicanti della zona. La struttura fu ristrutturata e, non trovando più al suo interno l'antica statua di Santa Maria di Costantinopoli, la piccola chiesa del convento fu intitolata a Sant'Anna, a cui ancora oggi è dedicata. Seguirono altre iniziative a favore dei più bisognosi: l'apertura del Consorzio Agrario nel 1903 e la trasformazione in ospedale muliebre della casa di cura per anziani nel 1907.
Nel 1902 nacque la Banda Musicale, diretta dal maestro Silvio Mancini; nel 1904 la biblioteca comunale venne spostata nell'attuale sede nel palazzo municipale e nel 1905 a palazzo Mozzagrugno furono raccolti i primi reperti archeologici di Lucera, dando vita al primo museo civico in Capitanata.
Furono aperti anche il Politeama Margherita nel (1906) e il Teatro Garibaldi nel (1907), dopo un periodo di restauro; ricostruite invece la chiesa di San Giacomo (1903) e la chiesa di Santa Maria della Spiga (1921), nuova parrocchia intorno alla quale pian piano si formò il quartiere dei Cappuccini.
In quegli anni, Lucera fiorì per le industrie molitorie e di laterizi. Vi fu un sostanziale aumento delle colture ortofrutticole, nonché un aumento di allevamenti di bestiame. Tutto ciò comportò la nascita di alcune banche locali. Inoltre Lucera fu rinomata per il suo Carnevale, che era fra i più importanti della regione. Tutto ciò favorì un incremento demografico e il vecchio Piano dei Puledri si riempì di abitazioni, eliminando il vuoto esistente fra il centro della città e la fortezza. Nel nuovo quartiere sorse anche una cappella dedicata a San Michele Arcangelo.

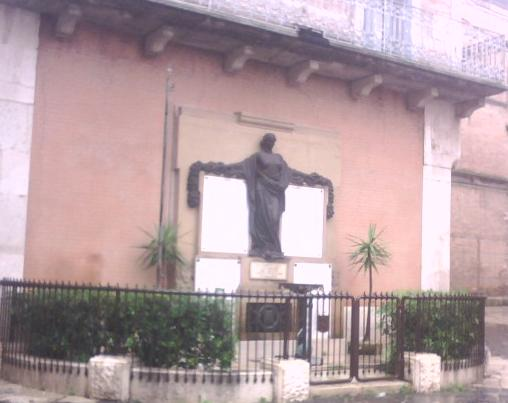
Monumento ai Caduti (1920), Piazza Duomo, Lucera

La Grande Guerra giunse anche a Lucera e la città perse 157 uomini e numerosi furono i mutilati; la città continuò ad impoverirsi e anche l'economia ebbe il suo tracollo. Fu in quegli anni che le donne di Lucera iniziarono la ribellione che portò nel 1917 all'assalto del Municipio e alle conseguenti dimissioni del sindaco. Ma, l'anno seguente, un'altra sciagura si abbatté sulla città: la febbre spagnola che, fra le numerose vittime, si portò via anche il vescovo Lorenzo Chieppa. Il periodo nero però non sembrava finire e l'11 luglio 1919 la popolazione scese in piazza per protestare contro le tasse e i vari problemi legati alla mancanza di denaro; accadde l'impossibile e il bilancio fu tragico con 10 morti e più di 80 feriti. Nel 1920, ai caduti in guerra venne dedicato un monumento in Piazza Duomo eseguito dallo sculture Guido Passaglia. Alla fine della prima guerra mondiale, i contrasti politici continuarono ad aumentare notevolmente, fino all'avvento del fascismo e del trasferimento del Tribunale a Foggia nel 1923; ciò ferì profondamente la città, che sentiva venir meno anche l'ultima istituzione che aveva gelosamente custodito per secoli. Fu così che il Governo, nel 1924 istituì a Lucera una colonia agraria, presso l'antico convento della Pietà, e un Regio Istituto Tecnico che fu intitolato a Vittorio Emanuele III.
In tutto questo turbine di eventi, nel 1922 arrivarono in città i Padri Giuseppini del Murialdo, che s'insediarono nel convento di santa Caterina, trasformandolo in un oratorio per i giovani. In quegli anni Lucera cercò di adattarsi nel suo piccolo alle innovazioni del ventesimo secolo: rete idrica e fognaria (dal 1927), pavimentazione di strade, realizzazione del campo sportivo inaugurato nel 1930, l'inaugurazione dell'edificio scolastico “Edoardo Tommasone” e del Palazzo della Gioventù Italiana del Littorio (GIL), lavori di restauro della Cattedrale e della Fortezza, con rimboschimento delle colline e con ritrovamento della stipe votiva nei pressi del convento del SS. Salvatore.

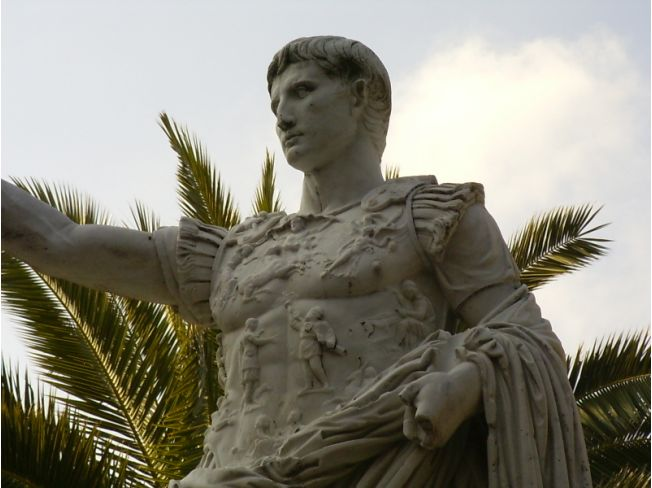
Statua di Cesare Augusto (1940)

Nel 1932 i Frati Minori Conventuali riescono a tornare ad abitare nel convento trecentesco, collegato alla chiesa di San Francesco, anche se gli spazi sono stati ridimensionati a favore della Casa Circondariale, che detiene perfino la cella del Padre Maestro. Nel 1934 fu trasferito il Museo Civico nel Palazzo de Nicastri-Cavalli e nel 1938 finalmente anche il Tribunale tornò a Lucera.
Sempre nel 1932 alcuni scavi portarono alla luce i primi significativi resti dell'Anfiteatro romano. I lavori di scavo e di restauro delle strutture furono diretti prima da Quintino Quagliati e poi da Renato Bartoccini e terminarono nel 1945. Nel 1940 il Governo italiano donò a tutte le colonie imperiali romane una statua di Augusto, che a Lucera venne collocata in Piazza Duomo, per poi essere spostata all'imbocco di viale Castello, angolo piazza Matteotti, dove si trova tuttora.

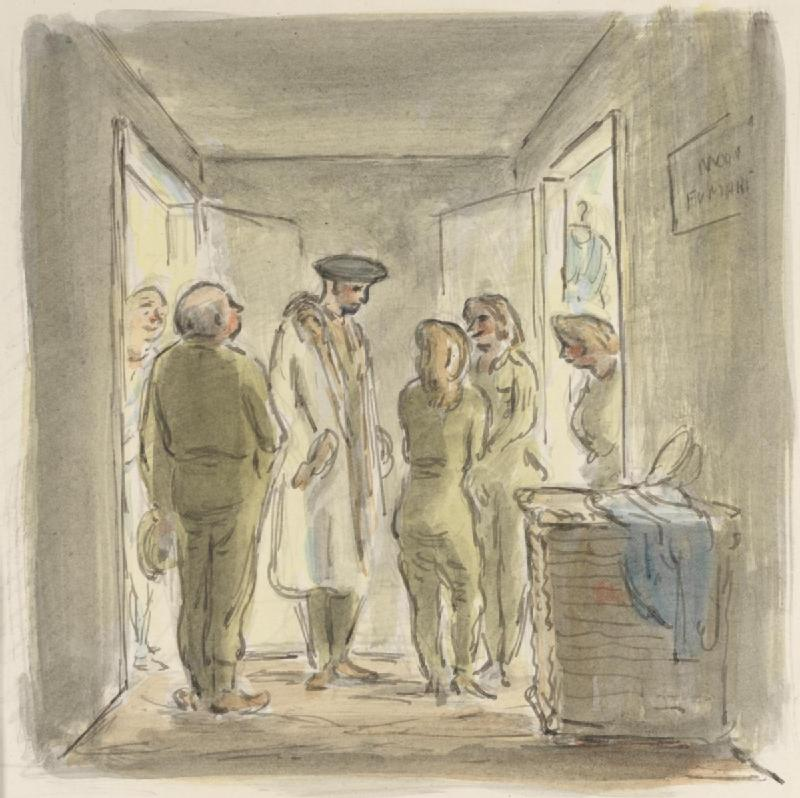
Dipinto di Edward Ardizzone dal titolo "Visitiamo le ragazze di Ensa nel loro camerino nel Teatro dell'Opera di Lucera, il 13 novembre 1943

Durante la seconda guerra mondiale, Lucera non fu mai bombardata e mai attaccata. Si racconta che gli aerei che dovevano bombardare la città non riuscirono ad individuarla a causa delle nubi. I cittadini considerarono l'evento come un fatto miracoloso attribuito all'intercessione di Santa Maria Patrona e riempirono la città di edicole votive con piccole riproduzioni della Vergine, che ancora oggi sono visibili in tutto il borgo antico. Sono datate 1942-1943. Le migliaia di sfollati di Foggia e dei centri limitrofi trovarono riparo a Lucera nella chiesa di San Matteo e nei locali degli antichi conventi.
Nel 1950 i Giuseppini del Murialdo iniziarono un grande progetto guidato da padre Angelo Cuomo, la lavorazione dell'Opera Nuova nel quartiere di Porta Croce, alle pendici del castello. Nacque così l'Opera San Giuseppe che, grazie alla dedizione di padre Angelo, si riempì presto di giovani, che ancora oggi affollano i vari spazi del complesso, il teatro e la nascente parrocchia dedicata a Cristo Re. L'anno seguente, il 15 aprile papa Pio XII innalza padre Francesco Antonio Fasani agli onori degli altari, proclamandolo beato. Il venerato corpo del frate venne riesumato dal vecchio sepolcro, ricoperto di cera e deposto sotto l'altare maggiore della chiesa di san Francesco. La casetta di via Torretta che diede i natali a Padre Maestro, fu data in dono dagli eredi Tandoja alla Curia Vescovile di Lucera. Trasformata in piccolo oratorio, è subito diventata meta di devoti pellegrini. Nei suoi pressi è stata inaugurata la via in onore del Beato.
Il 25 marzo 1955 il vescovo mons. Domenico Vendola dichiara la Basilica cattedrale di Santa Maria Assunta "Santuario diocesano di Santa Maria Patrona".
Nel 1956 la città di Lucera perse uno dei suoi più grandi artisti, il pittore Giuseppe Ar. La sua cultura pittorica si nutre delle esperienze dei pittori pugliesi dell'Ottocento, Giuseppe Toma e Giuseppe De Nittis. Ha lasciato in eredità ai lucerini un gran numero di opere di notevole valore artistico, ma anche religioso, molte delle quali oggi sono esposte nel Museo di Archeologia Urbana e un paio nel Museo Diocesano. A lui si deve anche il perfezionamento della statua processionale del Padre Maestro, commissionata nel 1951 ai Santifaller di Ortisei, che la presentarono con le sembianze di un giovane frate che non rispecchiava l'immagine del beato Fasani.
Nel dicembre del 1958 venne inaugurata la Cantina Sveva, alla quale fu ben presto riconosciuta la denominazione di origine controllata grazie al vino lucerino “Cacc'e mmitte!”. Due anni dopo, nel 1960 l'ospedale muliebre del quartiere di Santa Lucia si trasformò in ospedale oftalmico.
In quegli anni una nuova luce illuminò Santa Caterina; Rosa Lamparelli riaccese il fervore intorno al vecchio convento, sostenendo di avere visioni della Vergine Maria tra il 1959 e il 1963. La chiesa però pericolante venne ben presto chiusa, in attesa di fondi.

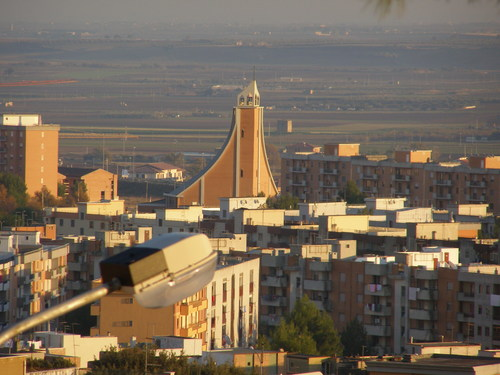
Panoramica Quartiere 167, Lucera

Nel 1967 la tratta ferroviaria che collegava Lucera a Foggia venne chiusa, in quanto il percorso era ormai obsoleto e necessitava di lavori di restauro, che però si preferì non realizzare per mancanza di fondi. Il treno fu sostituito da diverse linee di autobus. 
In quegli anni, nella zona della stazione, si espanse la città, formandosi i nuovi quartieri di Pezza del Lago e di Rione Ferrovia. Nel 1970 nel quartiere di Pezza del Lago, la nuova parrocchia di San Pio X venne decorata con un grande mosaico di Angelo Gatto, raffigurante Cristo crocifisso fra San Francesco e San Pio X.
A seguito del forte terremoto dell'Irpinia del 1980, il Politeama e diverse chiese furono chiuse; la chiesa della Vergine delle Grazie perse il soffitto e non si fece nulla per salvarla. Nello stesso anno in piazza del Carmine veniva inaugurato un monumento a padre Pio da Pietrelcina. In quegli anni andava formandosi anche un nuovo quartiere secondo il requisiti della legge 167. In tale rione fu istituita una nuova parrocchia, che fu dedicata proprio alla Vergine delle Grazie, sotto la guida di don Pasquale Gelormino.

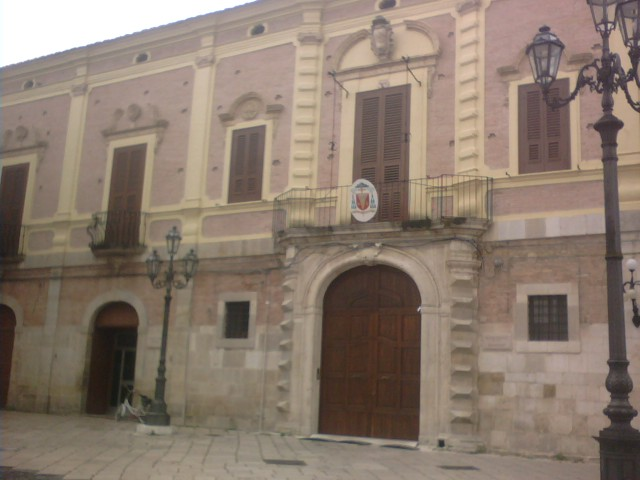
Palazzo Vescovile (XVIII secolo), Sede del Museo Diocesano, Piazza Duomo, Lucera

Il 27 marzo 1981, con decreto del Provveditore agli studi di Foggia, nasce ufficialmente la Scuola Media Statale “Dante Alighieri”, che da anni era annessa alla Scuola Tecnica Industriale “Alberico Marrone” (1950).
Dopo l'istituzione del Corteo storico del 1983 e (e successivo Torneo delle chiavi, il 13 aprile 1985 Lucera vide finalmente Francesco Antonio Fasani proclamato Santo da papa Giovanni Paolo II che, l'anno seguente, fece visita a Lucera per venerare il corpo del santo e per rendere omaggio all'icona angioina di Santa Maria Patrona. La città di Lucera inaugurò nel 1982 un monumento al suo santo nel centro di Piazza San Francesco, ad opera di Domenico Norcia.
Nel dicembre del 1993 la chiesa di santa Caterina venne finalmente riaperta al culto, grazie all'interessamento di Rosa Lamparelli.
Il 3 marzo 1996 diviene realtà una nuova parrocchia nel nascente quartiere di "Lucera 2" dedicata a san Francesco Antonio Fasani (istituita sulla carta già nel 1986 dal vescovo Mons. Carmelo Cassati); il 27 settembre 1998 venne posta la prima pietra dal vescovo Mons. Raffaele Castielli e il 21 dicembre 2002 la nuova chiesa viene solennemente inaugurata.
Nell'estate del 1999, sotto l'episcopato di mons. Francesco Zerrillo, l'ala nobile del Palazzo Vescovile fu aperta al popolo con la nascita del Museo diocesano, sotto la cura dell'Ufficio Beni Culturali Ecclesiastici della diocesi di Lucera-Troia con l'ausilio dell'associazione culturale Terzo Millennio; nello stesso anno fu inaugurata anche la Biblioteca diocesana.
In quegli anni vi fu anche la scoperta del sito archeologico in località San Giusto (1995-1999), una struttura paleocristiana, con annessa chiesa e battistero. I grandi reperti ritrovati, fra cui un meraviglioso mosaico, sono tuttavia in attesa di una collocazione museale espositiva.

## Il terzo millennio
Con l'avvento del nuovo millennio nell'area polifunzionale, realizzata nei pressi della stazione ferroviaria, è stata collocata la Colonna del Terzo Millennio, realizzata da Salvatore Lovaglio.
Il terzo millennio ha portato buone notizie sulle causa di canonizzazione di don Alessandro di Troja che dal 7 luglio 2000 è Servo di Dio. Il 5 agosto dello stesso anno, nella piazzetta antistante la casa Natale di san Francesco Antonio Fasani, è stato inaugurato un nuovo monumento in suo onore.
Nel 2001 Lucera vide finalmente il ritorno dell'Università con un corso di Beni Culturali, che però dal 2008 è stato trasferito a Foggia, e una Scuola di Specializzazione in Scienze Giuridiche Specialistiche. Nel 2002 viene istituito il festival della letteratura mediterranea e nel 2005 il teatro Garibaldi, chiuso dalla seconda guerra mondiale, è stato finalmente riaperto.

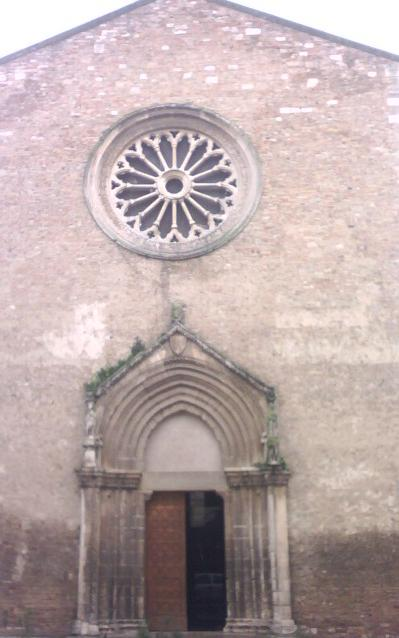
Chiesa di San Francesco d'Assisi, oggi santuario di San Francesco Antonio Fasani

Sempre nel 2001 la trecentesca chiesa di San Francesco d'Assisi è divenuta il santuario di San Francesco Antonio Fasani e nel 2008 "Monumento di una cultura di pace". Negli ultimi anni al Padre Maestro sono stati dedicati anche il nuovo quartiere “Lucera due” con l'edificazione di una parrocchia, un Istituto Comprensivo (scuola primaria nel quartiere della Ferrovia - scuola secondaria di primo grado, nei pressi del Convitto Nazionale) e un Centro di Solidarietà, nella struttura che ospita la Caritas diocesana, dove sorgeva l'ospedale oftalmico.
Il terremoto del 31 ottobre 2002 ha lesionato diversi edifici, causando la chiusura di alcune chiese del centro storico (Santa Maria del Carmine, San Leonardo, San Gaetano, Sant'Anna), che sono state riaperte dopo lavori di messa in sicurezza e restauro. L'ultima in ordine di tempo è stata la chiesa di San Leonardo, riaperta al culto il 14 marzo 2015.
Nel 2005 l'Istituto primario "Bozzini", nel quartiere dei Cappuccini, viene dichiarato inagibile. Resta nell'abbandono per anni e solo nel 2010 sembrano iniziare i lavori per un totale rifacimento della struttura. Nel 2009 viene inaugurato, nel quartiere 167, il nuovo Istituto comprensivo "Bozzini-Fasani".
Il 14 luglio 2009, dopo più di quarant'anni, la tratta ferroviaria Lucera-Foggia ha ripreso a funzionare, riducendo notevolmente le corse degli autobus.
Il 16 novembre 2010, la cella, dove ha vissuto per 35 anni e ha esalato l'ultimo respiro San Francesco Antonio Fasani, è tornata a far parte del convento di Lucera. La comunità dei frati ha infatti ottenuto l'area da parte dell'Amministrazione penitenziaria, che la deteneva da ben 144 anni.
Il 29 novembre 2010 viene inaugurato a Lucera l'"Anno giubilare fasaniano", in ricordo del 25º anniversario della canonizzazione di san Francesco Antonio Fasani, che si chiuderà il 29 novembre 2011.
Nonostante le proteste della cittadinanza, della giunta comunale e del vescovo monsignor Domenico Cornacchia, per manifestare il proprio sdegno contro la regione Puglia, dal 1º novembre 2012 è stato disattivato il punto nascita dell'ospedale Francesco Lastaria di Lucera che, pur mantenendo la stessa denominazione, viene declassato a plesso dell'ospedale Masselli Mascia di San Severo, e a Casa della Salute.
L'11 maggio 2012 al Santuario di San Francesco Antonio Fasani è stato concesso il titolo di Basilica minore, che viene proclamato il 29 novembre 2012 alla presenza del cardinale Giuseppe Bertello.
Dopo secoli di attività, per decisione del Ministro della Giustizia Paola Severino, e della successiva Anna Maria Cancellieri, nonostante le proteste degli avvocati, della popolazione e dei sindaci del comprensorio di Lucera, il 14 settembre 2013 la Procura di Lucera viene chiusa e i documenti portati a Foggia. Il 31 agosto 2015 segna la data di chiusura definitiva del Tribunale.
Il 18 dicembre 2015 il vescovo Domenico Cornacchia ha annunciato che san Francesco Antonio Fasani è stato dichiarato ufficialmente protettore speciale cioè compatrono di Lucera. Il 23 aprile 2016, nella Basilica Santuario viene data lettura del Decreto di proclamazione, alla presenza del cardinale Robert Sarah.
Nel 2016 la regione Puglia ha assegnato per il dissesto idrogeologico del versante collinare della fortezza 3 milioni di euro mentre, nel 2017, il Ministero dei beni e delle attività culturali e del turismo ha assegnato 2 milioni di euro per il suo restauro e valorizzazione.
La città ad oggi mantiene il suo carcere, l'ospedale Francesco Lastaria, la sede del commissariato di Polizia, dei Carabinieri e dei Vigili del Fuoco; è sede di diversi uffici finanziari, dall'Ufficio delle Entrate alla Conservatoria dei Registri immobiliari.
La città si fregia del titolo di "città d'arte". La biblioteca “Ruggero Bonghi” conta più di centomila volumi di diverso genere e di vari secoli. Il restaurato museo “Archeologia Urbana "Fiorelli" e il museo diocesano conservano numerosi reperti storici-artistici.
Secondo i dati ISTAT del 2022, la popolazione di Lucera superava i 31 000 abitanti, anche se, a causa della mancanza di lavoro, molti giovani sono costretti ad emigrare verso il centro-nord Italia.